# Lista de plantas carnívoras

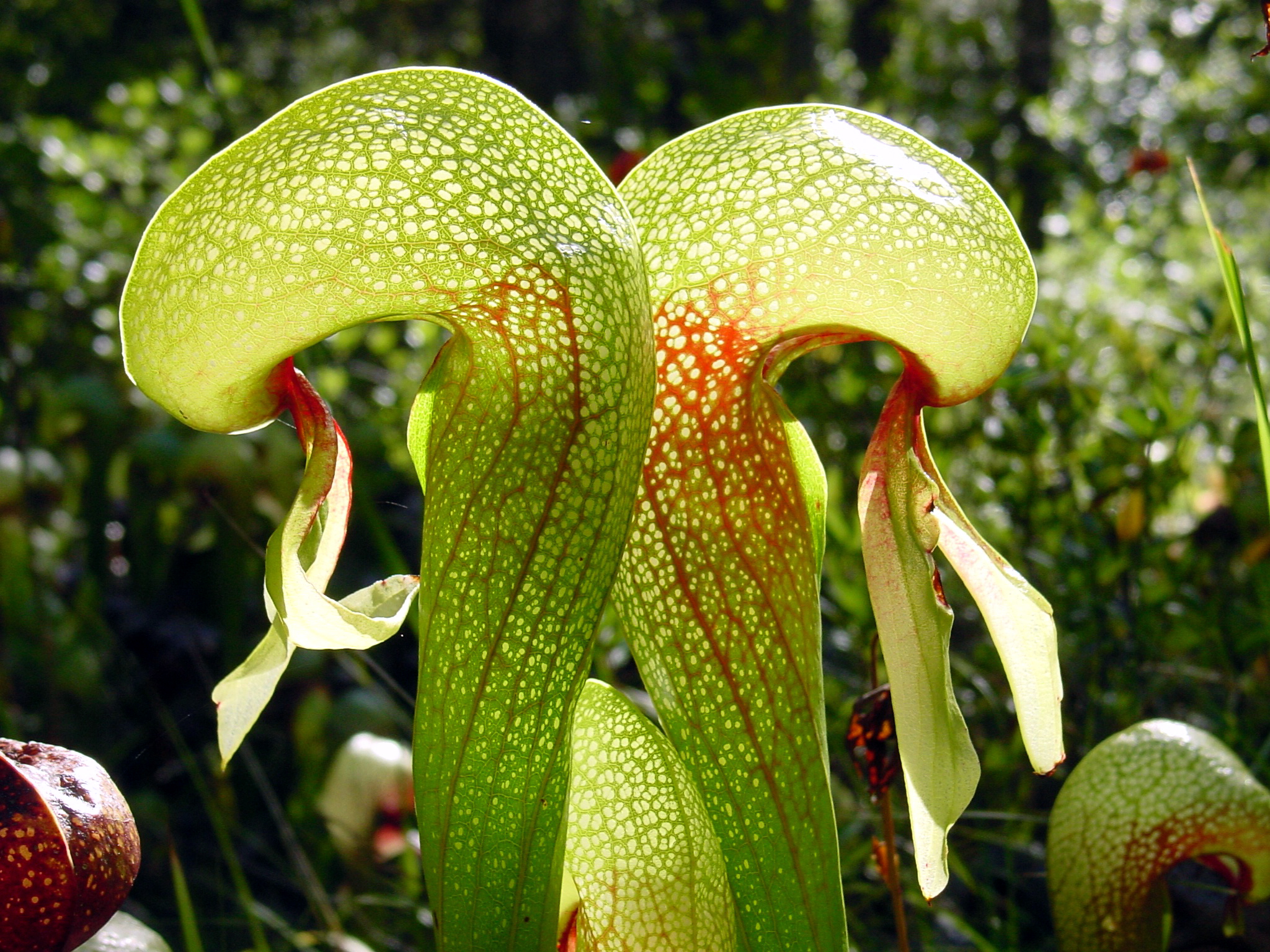
Darlingtonia californica, uma planta carnívora, único membro do género Darlingtonia da família Sarraceniaceae.

Esta é uma lista completa de todas as plantas carnívoras conhecidas, baseada na base de dados de plantas carnívoras de Jan Schlauer. Os taxa extintos estão assinalados com uma cruz (†)

## Aldrovanda

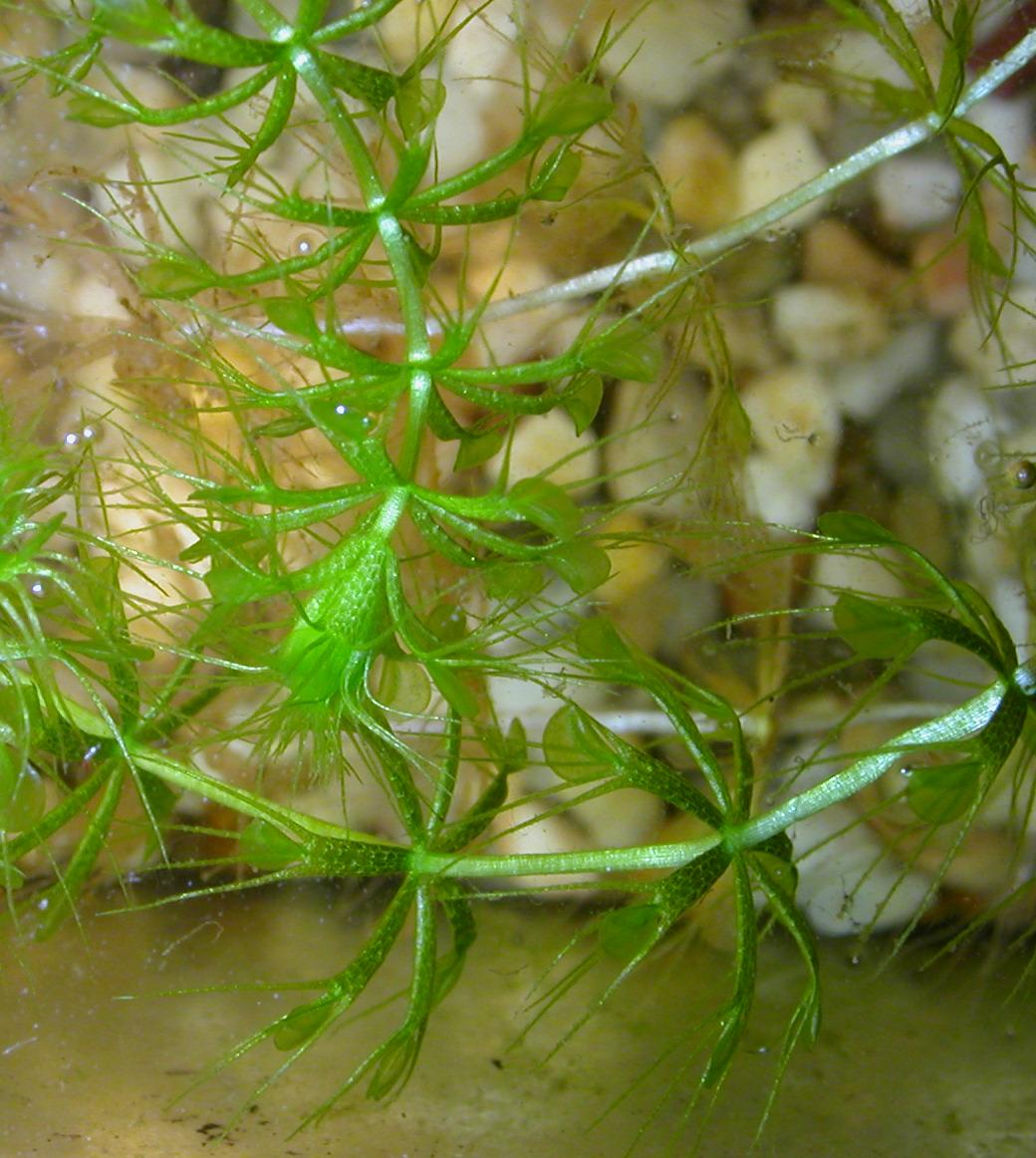
Aldrovanda vesiculosa

- †Aldrovanda borysthenica
- †Aldrovanda clavata
- †Aldrovanda dokturovskyi
- †Aldrovanda eleanorae
- †Aldrovanda europaea
- †Aldrovanda inopinata
- †Aldrovanda intermedia
- †Aldrovanda kuprianovae
- †Aldrovanda megalopolitana
- †Aldrovanda nana
- †Aldrovanda ovata
- †Aldrovanda praevesiculosa
- †Aldrovanda rugosa
- †Aldrovanda sibirica
- †Aldrovanda sobolevii
- †Aldrovanda unica
- Aldrovanda vesiculosa L., 1753
- †Aldrovanda zussii

## †Archaeamphora

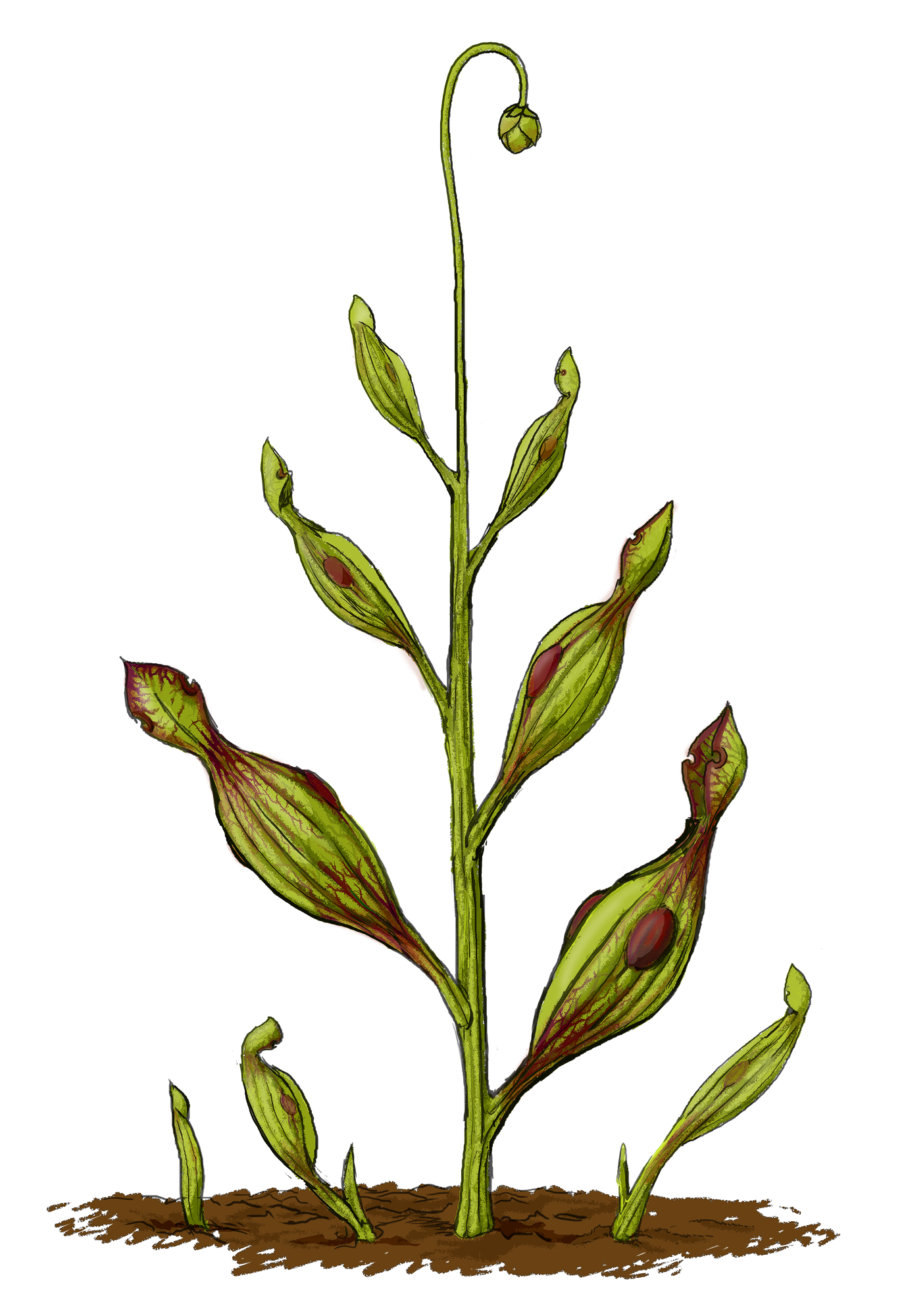
Reconstrução artística de Archaeamphora longicervia.

- †Archaeamphora longicervia Li, 2005

## Brocchinia
- Brocchinia reducta Baker

## Byblis
- Byblis aquatica Lowrie & Conran, 1998
- Byblis filifolia Planch., 1848
- Byblis gigantea Lindl., 1839
- Byblis guehoi Lowrie & Conran, 2008
- Byblis lamellata Lowrie & Conran, 2002
- Byblis liniflora Salisb., 1808
- Byblis rorida Lowrie & Conran, 1998

## Catopsis
- Catopsis berteroniana (Schultes f.) Mez
- Catopsis compacta Mez
- Catopsis delicatula L.B.Smith
- Catopsis floribunda L.B.Smith
- Catopsis hahnii Baker
- Catopsis juncifolia Mez & Wercklé
- Catopsis micrantha L.B.Smith
- Catopsis minimiflora Matuda
- Catopsis morreniana Mez
- Catopsis nitida (Hooker) Grisebach
- Catopsis nutans (Swartz) Grisebach
- Catopsis nutans var. robustior L.B.Smith
- Catopsis paniculata E.Morren
- Catopsis pisiformis Rauh
- Catopsis sessiliflora (Ruiz & Pavon) Mez
- Catopsis subulata L.B.Smith
- Catopsis wangerinii Mez & Wercklé
- Catopsis wawranea Mez
- Catopsis werckleana Mez

## Cephalotus
- Cephalotus follicularis Labill., 1806

## Darlingtonia
- Darlingtonia californica Torr., 1853

## Dionaea

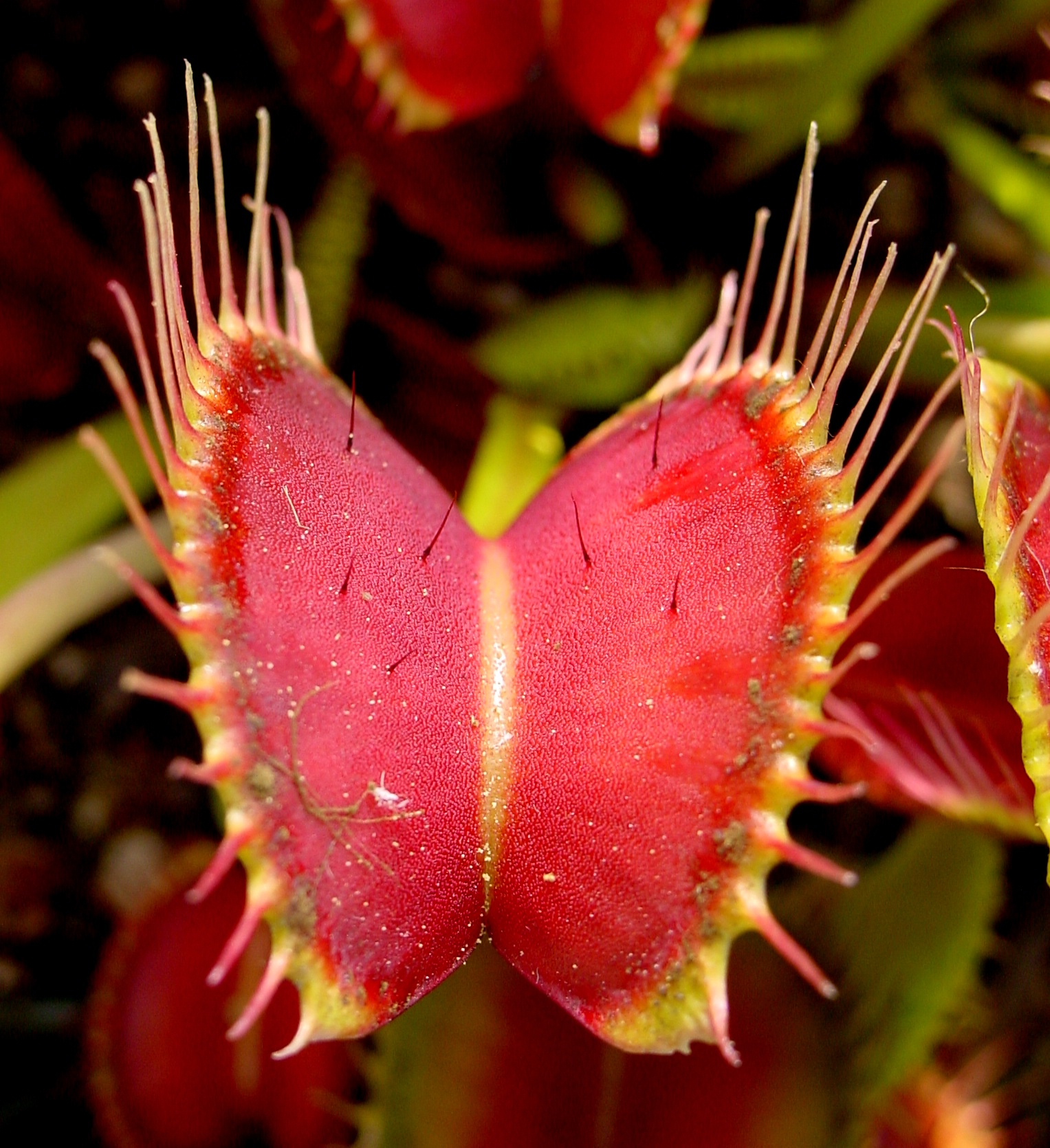
Dionaea muscipula

- Dionaea muscipula Soland. ex Ellis, 1773 sexo

## Drosera
- Drosera acaulis L.f., 1781
- Drosera adelae F.Muell., 1864
- Drosera affinis Welw. ex Oliv., 1871
- Drosera afra Debbert, 2002
- Drosera alba Phill., 1913
- Drosera aliciae R.Hamet, 1905
- Drosera andersoniana W.Fitzg. ex Ewart. & White, 1909
- Drosera androsacea Diels, 1904
- Drosera anglica Huds., 1778
- Drosera arcturi Hook., 1834
- Drosera arenicola Steyerm., 1952
- Drosera banksii R.Br. ex DC., 1824
- Drosera barbigera Planch., 1848
- Drosera bequaertii Taton, 1945
- Drosera biflora Willd. ex Roem. & Schult., 1820

- Drosera binata Labill., 1804
- Drosera brevicornis Lowrie, 1996
- Drosera brevifolia Pursh, 1814
- Drosera broomensis Lowrie, 1996

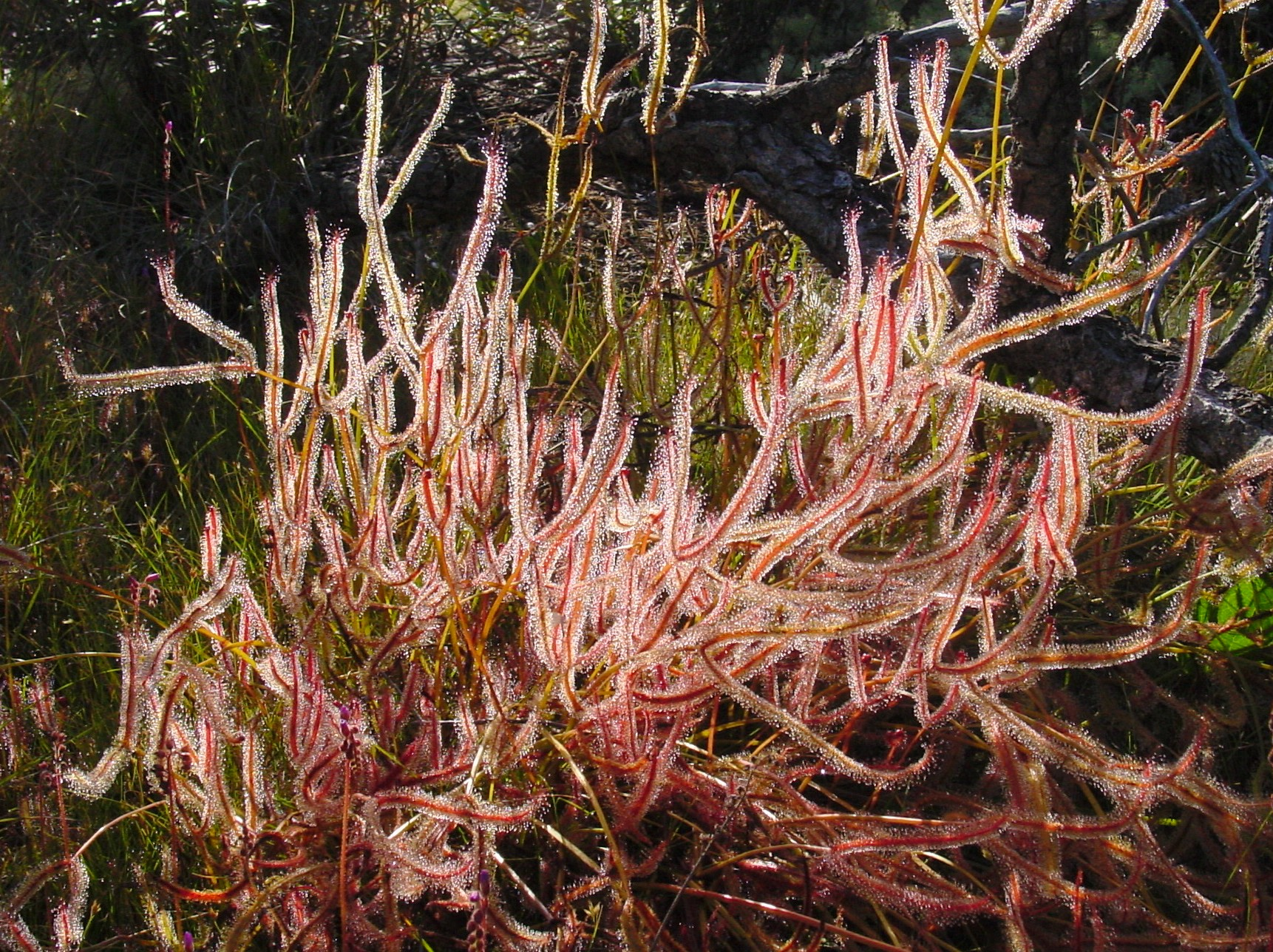
Drosera binata

- Drosera browniana Lowrie & N.Marchant, 1992
- Drosera bulbigena Morr., 1903
- Drosera bulbosa Hook., 1814
- Drosera burkeana Planch., 1848
- Drosera burmannii Vahl, 1794
- Drosera caduca Lowrie, 1996
- Drosera callistos N.Marchant & Lowrie, 1992
- Drosera camporupestris F.Rivadavia, 2003
- Drosera capensis L., 1753
- Drosera capillaris Poir., 1804
- Drosera cayennensis Sagot ex Diels, 1906
- Drosera cendeensis Tamayo & Croizat, 1949
- Drosera chrysolepis Taub., 1893
- Drosera cistiflora L., 1760
- Drosera citrina Lowrie & Carlquist, 1992
- Drosera closterostigma N.Marchant & Lowrie, 1992
- Drosera collinsiae Brown ex Burtt Davy, 1924
- Drosera colombiana Fernandez-Perez, 1965
- Drosera communis St.Hil., 1824
- Drosera cuneifolia L.f., 1781
- Drosera darwinensis Lowrie, 1996

- Drosera derbyensis Lowrie, 1996
- Drosera dichrosepala Turcz., 1854
- Drosera dielsiana Exell & Laundon, 1956

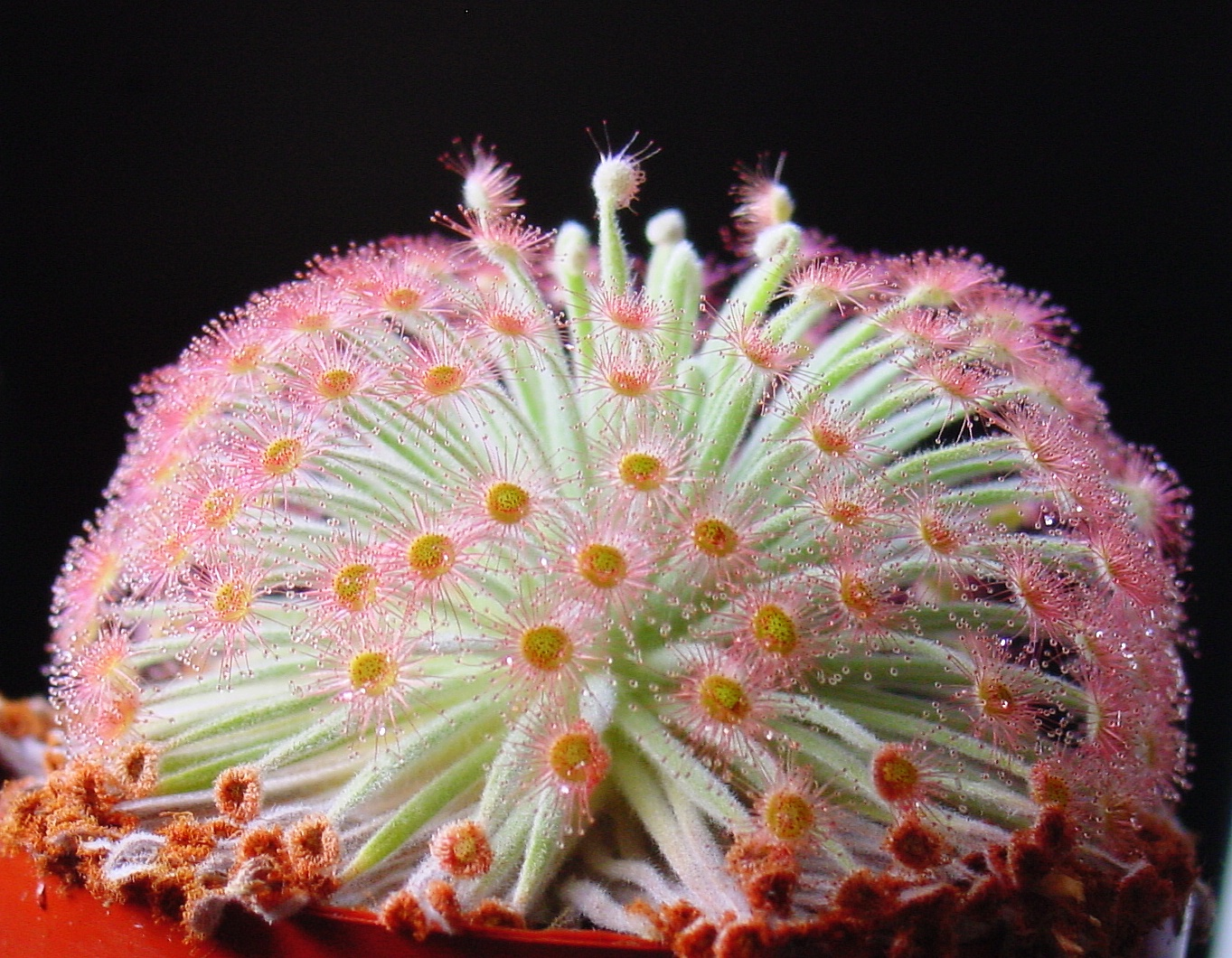
Drosera derbyensis

- Drosera dilatato-petiolaris Kondo, 1984
- Drosera echinoblastus N.Marchant & Lowrie, 1992
- Drosera elongata Exell & Laundon, 1995
- Drosera eneabba N.Marchant & Lowrie, 1992
- Drosera ericksoniae N.Marchant & Lowrie, 1992
- Drosera erythrogyne N.Marchant & Lowrie, 1992
- Drosera erythrorhiza Lindl., 1839
- Drosera esmeraldae (Steyerm.) Maguire & Wurdack, 1957 (Bas.:Drosera tenella var.esmeraldae)
- Drosera falconeri Tsang ex Kondo, 1984
- Drosera felix Steyerm. & L.B.Smith, 1974
- Drosera filiformis Raf., 1808
- Drosera fimbriata De Buhr, 1975
- Drosera fulva Planch., 1848
- Drosera gibsonii P.Mann, 2007
- Drosera gigantea Lindl., 1839
- Drosera glabripes (Harv. ex Planch.) Stein, 1886 (Bas.:Drosera ramentacea var.glabripes)
- Drosera glanduligera Lehm., 1844
- Drosera graminifolia St.Hil., 1824
- Drosera graniticola N.Marchant, 1982
- Drosera graomogolensis T.Silva, 1997
- Drosera grantsaui F.Rivadavia, 2003
- Drosera grievei Lowrie & N.Marchant, 1992
- Drosera hamiltonii C.R.P.Andrews, 1903

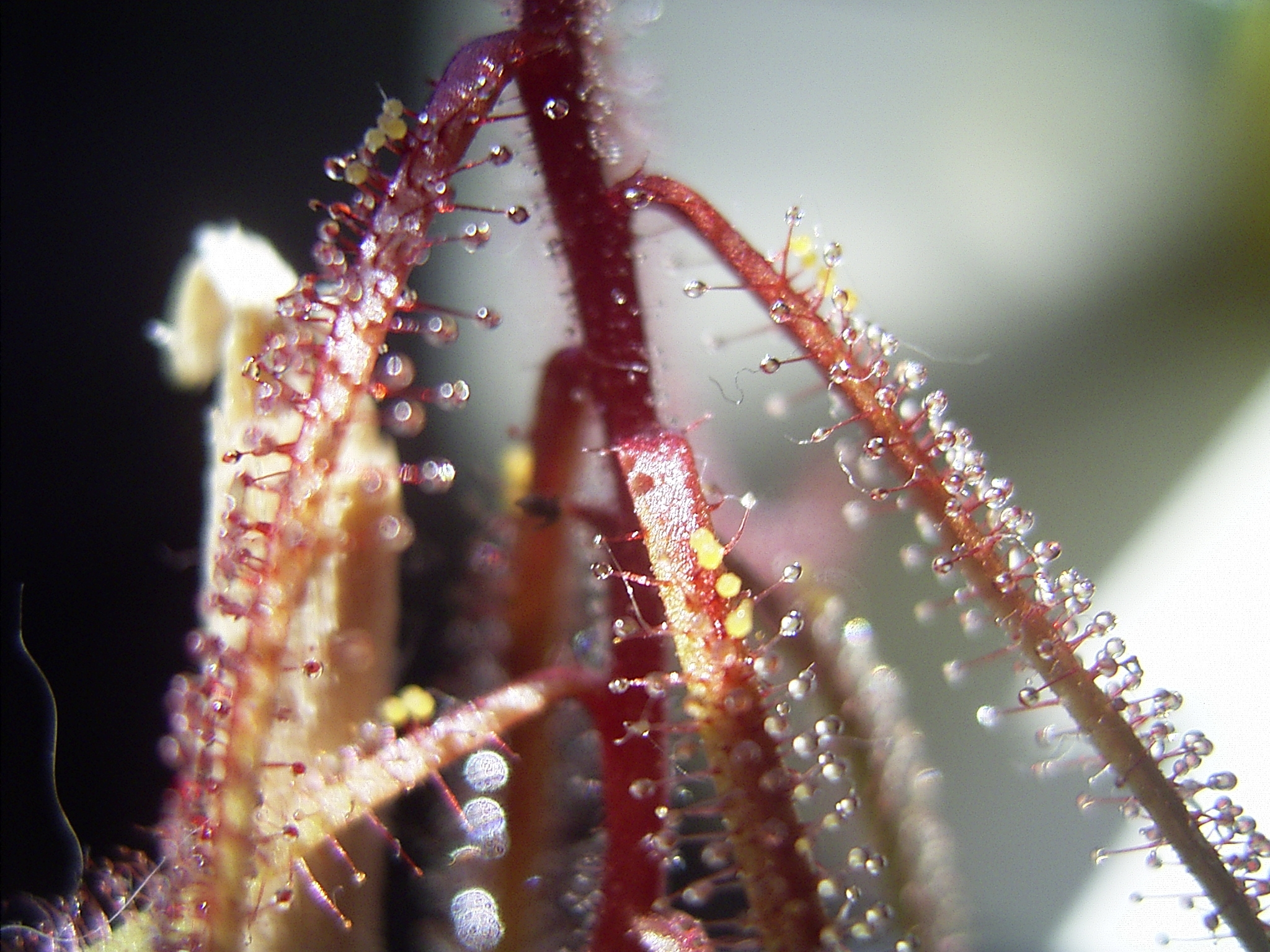
Drosera hartmeyerorum

- Drosera hartmeyerorum Schlauer, 2001
- Drosera helodes N.Marchant & Lowrie, 1992
- Drosera heterophylla Lindl., 1839
- Drosera hilaris Cham. & Schlechtd., 1826
- Drosera hirtella St.Hil., 1824
- Drosera hirticalyx R.Duno & Culham, 1995
- Drosera huegelii Endl., 1837
- Drosera humbertii Exell & Laundon, 1956
- Drosera hyperostigma N.Marchant & Lowrie, 1992
- Drosera indica L., 1753
- Drosera insolita Taton, 1954
- Drosera intermedia Hayne, 1800
- Drosera intricata Planch., 1848
- Drosera kaieteurensis Brumm.-Ding., 1955
- Drosera katangensis Taton, 1945
- Drosera kenneallyi Lowrie, 1996
- Drosera lanata Kondo, 1984
- Drosera lasiantha Lowrie & Carlquist, 1992
- Drosera leucoblasta Benth., 1864
- Drosera linearis Goldie, 1822
- Drosera lowriei N.Marchant, 1992
- Drosera macrantha Endl., 1837
- Drosera macrophylla Lindl., 1839

- Drosera madagascariensis DC., 1824
- Drosera mannii Cheek, 1990
- Drosera marchantii De Buhr, 1975

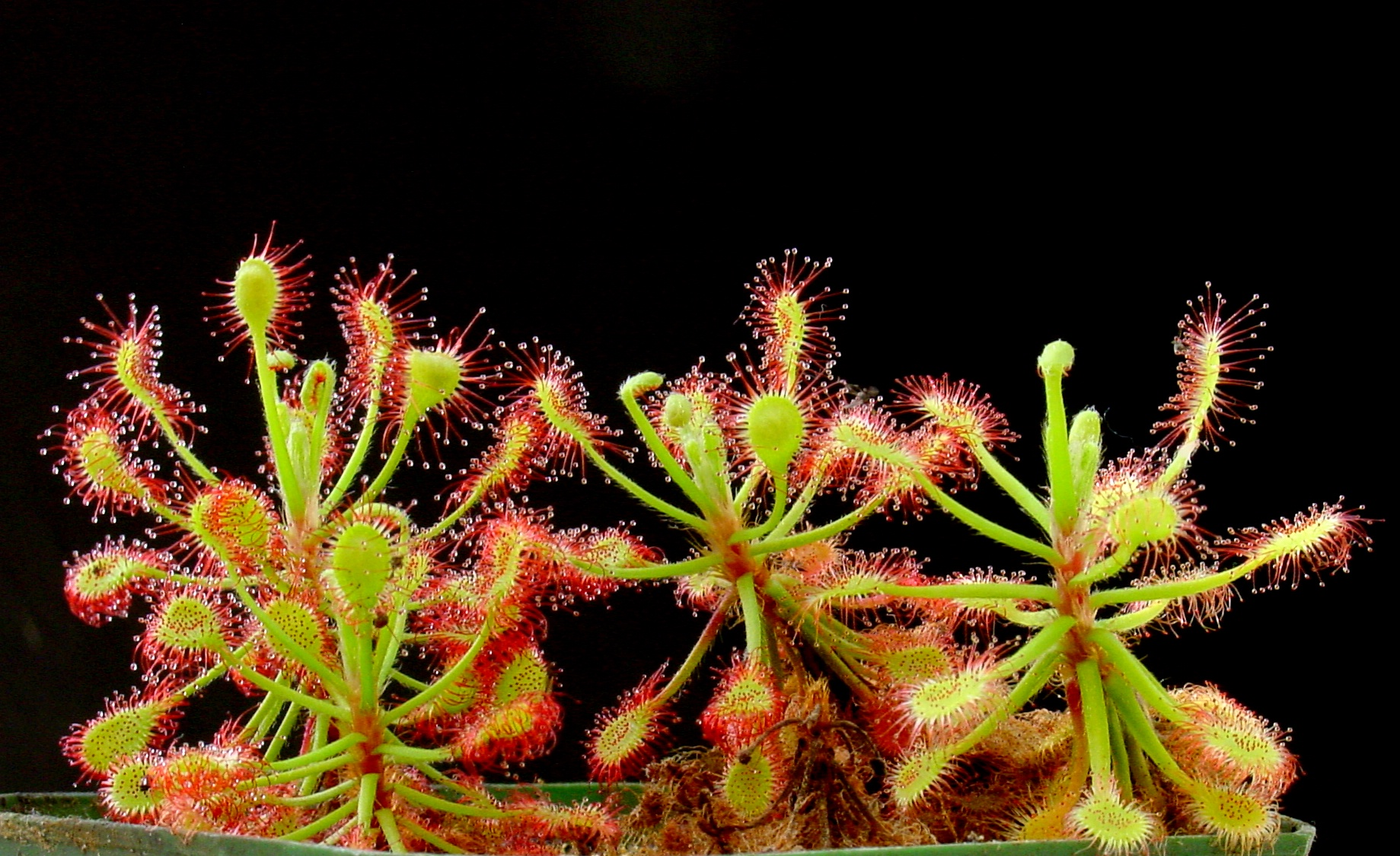
Drosera madagascariensis

- Drosera menziesii R.Br. ex DC., 1824
- Drosera meristocaulis Maguire & Wurdack, 1957
- Drosera microphylla Endl., 1837
- Drosera miniata Diels, 1904
- Drosera modesta Diels, 1904
- Drosera montana St.Hil., 1824
- Drosera moorei (Diels) A.Lowrie, 1999  (Bas.: Drosera subhirtella var.moorei)
- Drosera myriantha Planch., 1848
- Drosera natalensis Diels, 1906
- Drosera neesii Lehm., 1844
- Drosera neocaledonica R.Hamet, 1906
- Drosera nidiformis Debbert, 1991
- Drosera nitidula Planch., 1848
- Drosera oblanceolata Y.Z.Ruan, 1981
- Drosera occidentalis Morr., 1912
- Drosera orbiculata N.Marchant & Lowrie, 1992
- Drosera ordensis Lowrie, 1994
- Drosera oreopodion N.Marchant & Lowrie, 1992
- Drosera paleacea DC., 1824
- Drosera pallida Lindl., 1839
- Drosera panamensis Correa & A.S.Taylor, 1976
- Drosera paradoxa Lowrie, 1997
- Drosera parvula Planch., 1848
- Drosera pauciflora Banks ex DC., 1824

- Drosera pedicellaris Lowrie, 2002
- Drosera peltata Thunb., 1797

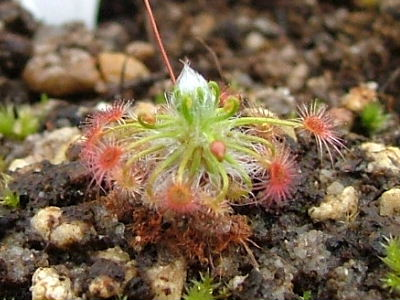
Drosera pedicellaris

- Drosera peruensis T.Silva & M.D.Correa,
- Drosera petiolaris R.Br. ex DC., 1824
- Drosera pilosa Exell & Laundon, 1956
- Drosera platypoda Turcz., 1854
- Drosera platystigma Lehm., 1844
- Drosera prolifera C.T.White, 1940
- Drosera prostratoscaposa Lowrie & Carlquist, 1990
- Drosera pulchella Lehm., 1844
- Drosera pycnoblasta Diels, 1904
- Drosera pygmaea DC., 1824
- Drosera radicans N.Marchant, 1982
- Drosera ramellosa Lehm., 1844
- Drosera ramentacea Burch. ex DC., 1824
- Drosera rechingeri Strid, 1987
- Drosera regia Stephens, 1926
- Drosera roraimae (Klotzsch ex Diels) Maguire & Laundon, 1957 (Bas.:Drosera montana var.roraimae)
- Drosera rosulata Lehm., 1844
- Drosera rotundifolia L., 1753
- Drosera salina N.Marchant & Lowrie, 1992
- Drosera schizandra Diels, 1906
- Drosera scorpioides Planch., 1848
- Drosera sessilifolia St.Hil., 1824
- Drosera sewelliae Diels, 1904
- Drosera slackii Cheek, 1987
- Drosera solaris A.Fleischm., Wistuba & S.McPherson, 2007
- Drosera spatulata Labill., 1804
- Drosera spilos N.Marchant & Lowrie, 1992
- Drosera stenopetala Hook.f., 1853
- Drosera stolonifera Endl., 1837
- Drosera stricticaulis (Diels) O.H.Sargent, 1913 (Bas.:Drosera macrantha var.stricticaulis)
- Drosera subhirtella Planch., 1848
- Drosera subtilis N.Marchant, 1982
- Drosera sulphurea Lehm., 1884
- Drosera tentaculata F.Rivadavia, 2003

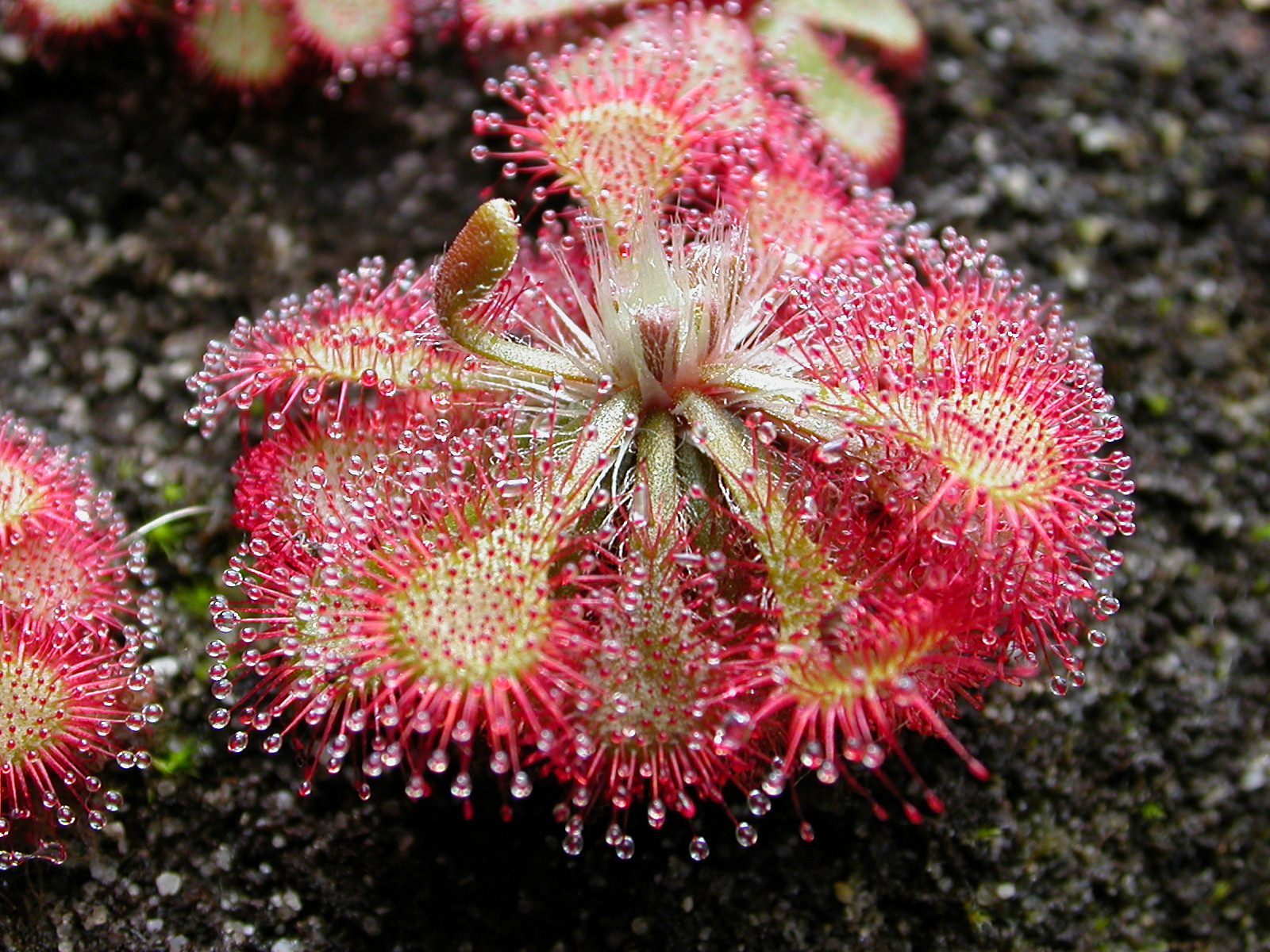
Drosera tokaiensis

- Drosera tokaiensis (Komiya & Shibata) T.Nakamura & Ueda, 1991
- Drosera trinervia Spreng., 1820
- Drosera tubaestylis N.Marchant & Lowrie, 1992
- Drosera uniflora Willd., 1809
- Drosera villosa St.Hil., 1824
- Drosera viridis F.Rivadavia, 2003
- Drosera walyunga N.Marchant & Lowrie, 1992
- Drosera whittakeri Planch, 1848
- Drosera yutajensis R.Duno & Culham, 1995 (Sin.: Drosera arenicola var.occidentalis)
- Drosera zigzagia A.Lowrie, 1999
- Drosera zonaria Planch., 1848

## †Droserapollis
- †Droserapollis gemmatus Huang, 1978
- †Droserapollis taiwanensis

## †Droserapites
- †Droserapites clavatus Huang, 1978

## †Droseridites
- †Droseridites baculatus
- †Droseridites echinosporus
- †Droseridites parvus
- †Droseridites senonicus
- †Droseridites spinosus Cookson, 1947

## Drosophyllum

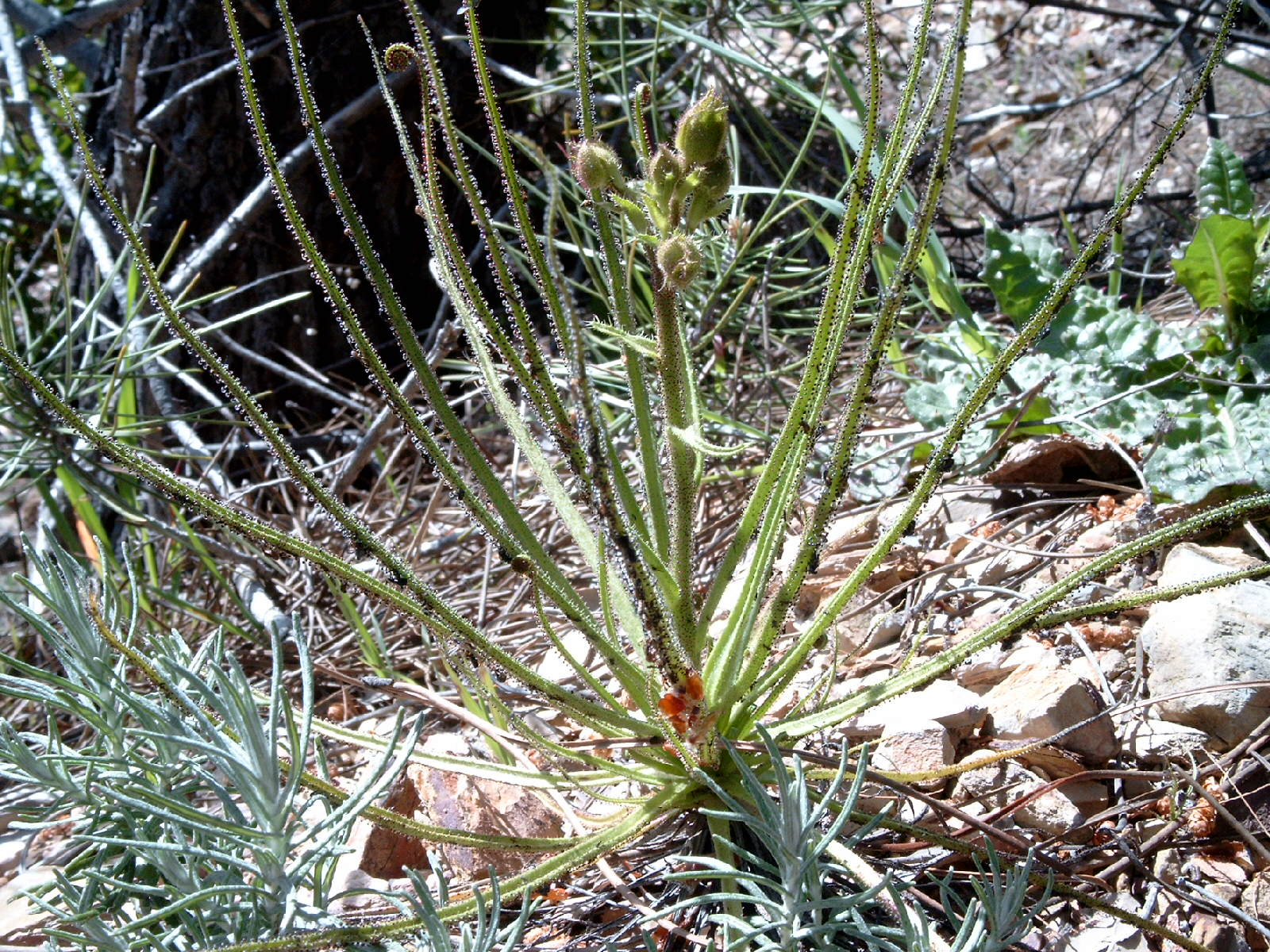
Drosophyllum lusitanicum

- Drosophyllum lusitanicum (L.) Link, 1806 (Sin.: Drosera lusitanica L.)

## †Fischeripollis
- †Fischeripollis halensis Truswell & Marchant, 1986
- †Fischeripollis krutschei Muller, 1981
- †Fischeripollis undulatus

## Genlisea
- Genlisea africana Oliv., 1865
- Genlisea angolensis Good, 1924
- Genlisea aurea St.Hil., 1833
- Genlisea barthlottii Porembski, E.Fischer & Gemmel, 1996
- Genlisea filiformis St.Hil., 1833
- Genlisea glabra P.Taylor, 1967
- Genlisea glandulosissima Fries, 1916
- Genlisea guianensis N.E.Br., 1900

- Genlisea hispidula Stapf, 1904
- Genlisea lobata Fromm-Trinta, 1989
- Genlisea margaretae Hutch., 1946

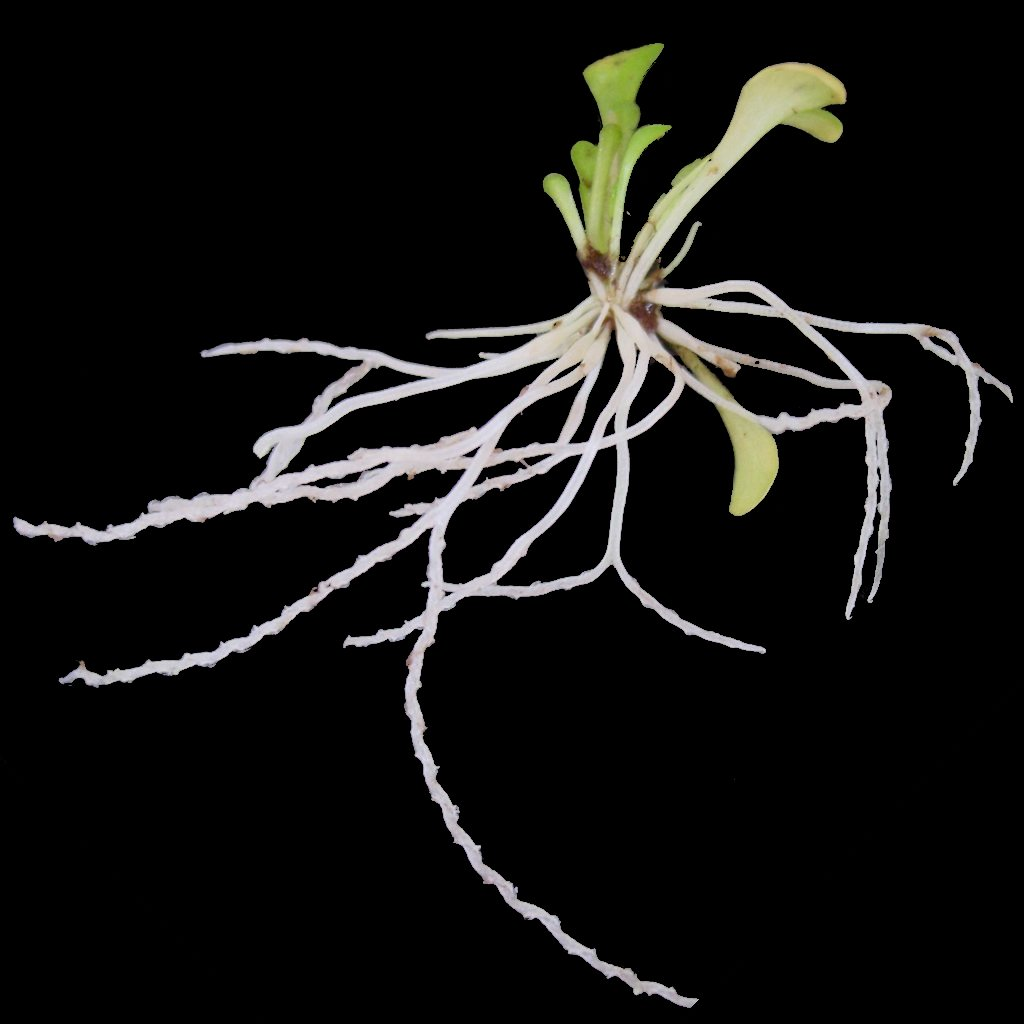
Genlisea violacea

- Genlisea pallida Fromm-Trinta & P.Taylor, 1985
- Genlisea pygmaea St.Hil., 1833
- Genlisea repens Benj., 1847
- Genlisea roraimensis N.E.Br., 1901
- Genlisea sanariapoana Steyerm., 1953
- Genlisea stapfii A.Chev., 1912
- Genlisea subglabra Stapf, 1906
- Genlisea taylorii Eb.Fischer, Porembski & Barthlott, 2000
- Genlisea uncinata P.Taylor & Fromm-Trinta, 1983
- Genlisea violacea St.Hil., 1833

## Heliamphora
- Heliamphora chimantensis Wistuba, Carow & Harbarth, 2002
- Heliamphora elongata J.Nerz, 2004
- Heliamphora exappendiculata (Maguire & Steyermark) Nerz & Wistuba, 2006
- Heliamphora folliculata Wistuba, Harbarth & Carow, 2001
- Heliamphora glabra Nerz, Wistuba & Hoogenstrijd, 2006
- Heliamphora heterodoxa Steyerm., 1951
- Heliamphora hispida Wistuba & Nerz, 2000
- Heliamphora ionasii Maguire, 1978
- Heliamphora minor Gleason, 1939
- Heliamphora neblinae Maguire, 1978

- Heliamphora nutans Benth., 1840

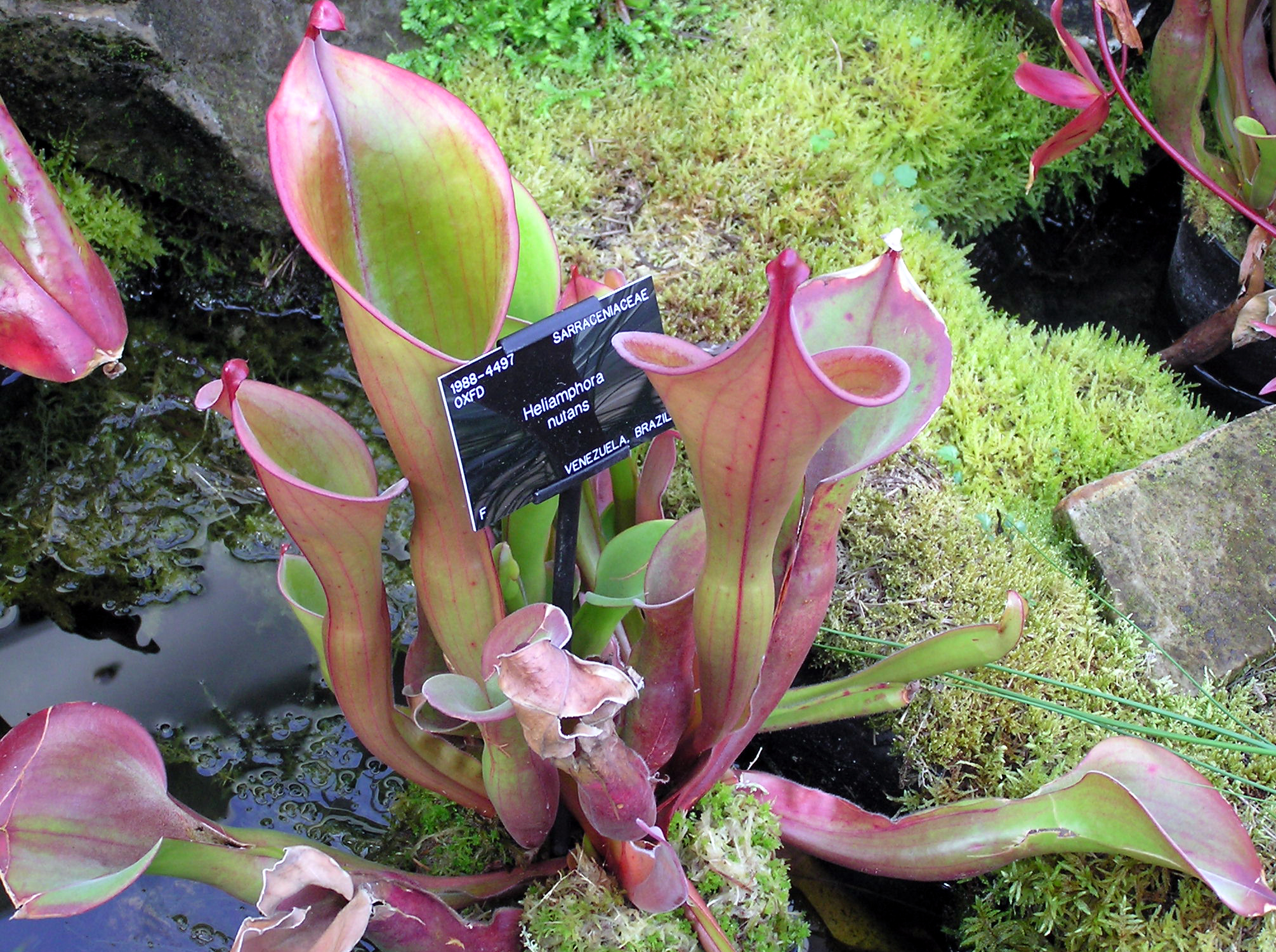
Heliamphora nutans

- Heliamphora pulchella Wistuba, Carow, Harbarth & Nerz, 2005
- Heliamphora sarracenioides Carow, Wistuba & Harbarth, 2005
- Heliamphora tatei Gleason, 1931

## Ibicella
- Ibicella lutea (Lindl.) v.Eselt., 1929 (Bas.: Martynia lutea)
- Ibicella nelsoniana
- Ibicella parodii Abbiatti, 1939

## Nepenthes
- Nepenthes adnata Tamin & M.Hotta ex Schlauer, 1994
- Nepenthes adrianii Batoro, Wartono, Jebb et al., 2006
- Nepenthes alata Blanco, 1837
- Nepenthes albomarginata Lobb ex Lindl., 1849
- Nepenthes ampullaria Jack, 1835
- Nepenthes anamensis Macfarl., 1908
- Nepenthes angasanensis Maulder, B.R.Salmon, Schub. & Quinn., 1999
- Nepenthes argentii Jebb & Cheek, 1997

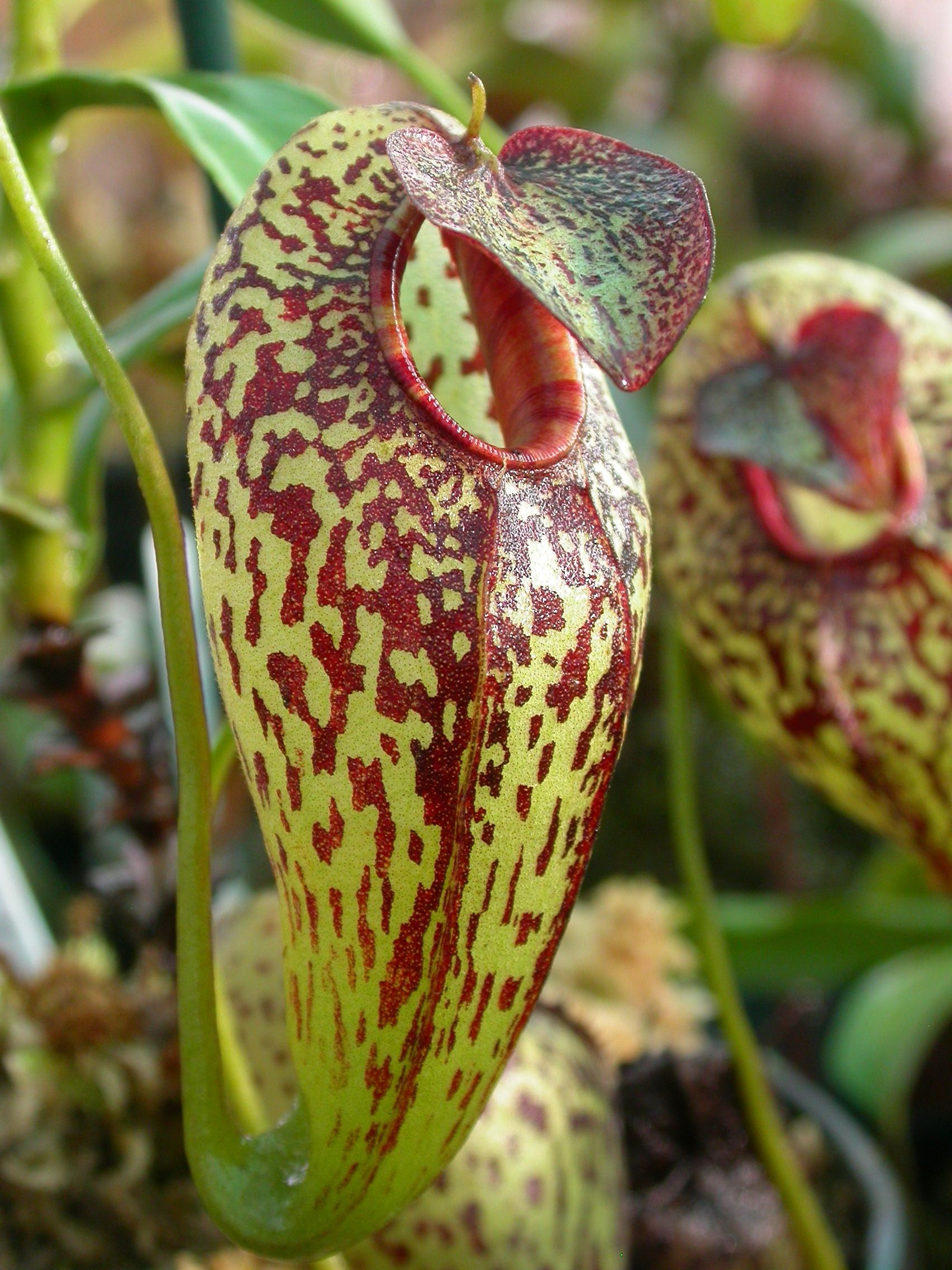
Nepenthes aristolochioides

- Nepenthes aristolochioides Jebb & Cheek, 1997
- Nepenthes beccariana Macfarl., 1908
- Nepenthes bellii Kondo, 1969
- Nepenthes benstonei C.Clarke, 1999
- Nepenthes bicalcarata Hook.f., 1873
- Nepenthes bongso Korth., 1839
- Nepenthes boschiana Korth., 1839
- Nepenthes burbidgeae Hook.f. ex Burb., 1882
- Nepenthes burkei Hort.Veitch ex Mast., 1889
- Nepenthes campanulata Sh.Kurata, 1973
- Nepenthes carunculata Danser, 1928
- Nepenthes chaniana C.Clarke, Chi C.Lee & S.McPherson, 2006
- Nepenthes clipeata Danser, 1928
- Nepenthes copelandii Merr. ex Macfarl., 1908
- Nepenthes danseri Jebb & Cheek, 1997
- Nepenthes deaniana Macfarl., 1908
- Nepenthes densiflora Danser, 1940
- Nepenthes diatas Jebb & Cheek, 1997
- Nepenthes distillatoria L., 1753
- Nepenthes dubia Danser, 1928
- Nepenthes edwardsiana Low ex Hook.f., 1859
- Nepenthes ephippiata Danser, 1928
- Nepenthes eustachya Miq., 1858

- Nepenthes eymae Sh.Kurata, 1984

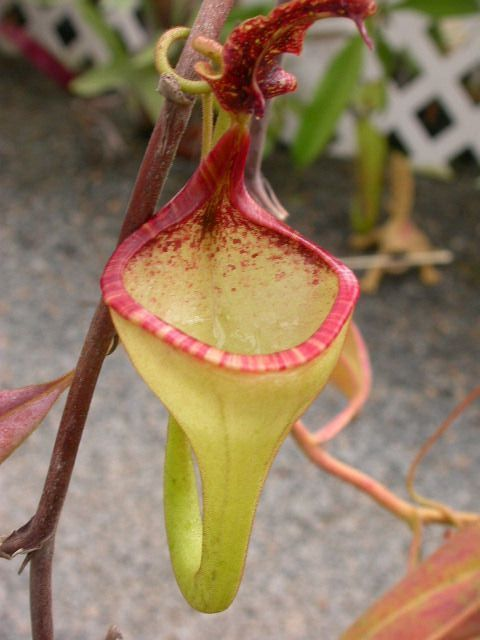
Nepenthes eymae

- Nepenthes faizaliana J.H.Adam & Wilcock, 1991
- Nepenthes fallax Beck, 1895
- Nepenthes flava Wistuba, Nerz & A.Fleischm., 2007
- Nepenthes fusca Danser, 1928
- Nepenthes glabrata J.R.Turnbull & A.T.Middleton, 1984
- Nepenthes glandulifera Chi C.Lee, 2004
- Nepenthes globosa Sh.Kurata in sched.
- Nepenthes gracilis Korth., 1839
- Nepenthes gracillima Ridl., 1908
- Nepenthes gymnamphora Reinw. ex Nees, 1824
- Nepenthes hamata J.R.Turnbull & A.T.Middleton, 1984
- Nepenthes hirsuta Hook.f., 1873
- Nepenthes hispida Beck, 1895
- Nepenthes hurrelliana Cheek & A.L.Lamb, 2003
- Nepenthes inermis Danser, 1928
- Nepenthes insignis Danser, 1928
- Nepenthes izumiae Troy Davis, C.Clarke, & Tamin, 2003
- Nepenthes jacquelineae C.Clarke, Troy Davis & Tamin, 2001
- Nepenthes jamban Chi C.Lee, 2006
- Nepenthes junghuhnii Macfarl., 1917
- Nepenthes khasiana Hook.f., 1873
- Nepenthes klossii Ridl., 1916
- Nepenthes lamii Jebb & Cheek, 1997
- Nepenthes lavicola Wistuba & Rischer, 1996
- Nepenthes lingulata Chi C.Lee, 2006
- Nepenthes longifolia Nerz & Wistuba, 1994
- Nepenthes lowii Hook.f., 1859
- Nepenthes macfarlanei Hemsl., 1905
- Nepenthes macrophylla (Marabini) Jebb & Cheek, 1997 (Bas.: Nepenthes edwardsiana subsp.macrophylla)
- Nepenthes macrovulgaris J.R.Turnbull & A.T.Middleton, 1987
- Nepenthes madagascariensis Poir., 1797
- Nepenthes mantalingajanensis Nerz & Wistuba, 2007
- Nepenthes mapuluensis J.H.Adam & Wilcock, 1990
- Nepenthes masoalensis Schmid-Hollinger, 1977
- Nepenthes maxima Reinw. ex Nees, 1824
- Nepenthes merrilliana Macfarl., 1911
- Nepenthes mikei B.R.Salmon & Maulder, 1995
- Nepenthes mindanaoensis Sh.Kurata, 2001
- Nepenthes mira Jebb & Cheek, 1998
- Nepenthes mirabilis (Lour.) Druce, 1916 (Bas.: Phyllamphora mirabilis)
- Nepenthes mollis Danser, 1928
- Nepenthes muluensis M.Hotta, 1996
- Nepenthes murudensis Culham, 1994
- Nepenthes naquiyuddinii J.H.Adam & Hafiza, 2006
- Nepenthes neoguineensis Macfarl., 1911
- Nepenthes northiana Hook.f., 1881
- Nepenthes ovata Nerz & Wistuba, 1994
- Nepenthes paniculata Danser, 1928
- Nepenthes papuana Danser, 1928
- Nepenthes pectinata Danser, 1928
- Nepenthes peltata Sh.Kurata, 2008
- Nepenthes pervillei Blume, 1852
- Nepenthes petiolata Danser, 1928
- Nepenthes philippinensis Macfarl., 1908
- Nepenthes pilosa Danser, 1928
- Nepenthes platychila  Chi C.Lee, 2002
- Nepenthes rafflesiana Jack, 1835

- Nepenthes rajah Hook.f., 1859
- Nepenthes ramispina Ridl., 1909

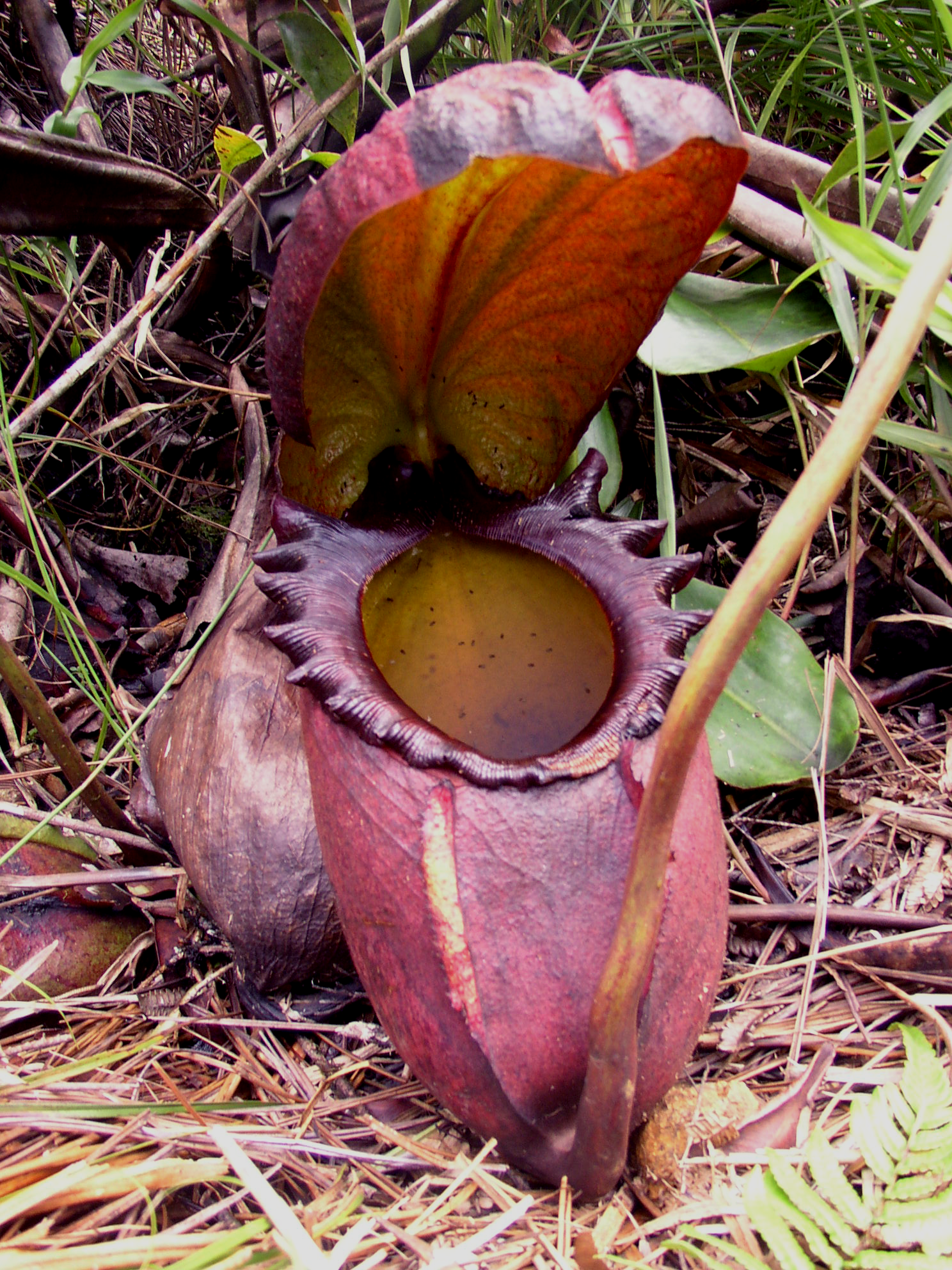
Nepenthes rajah

- Nepenthes reinwardtiana Miq., 1851
- Nepenthes rhombicaulis Sh.Kurata, 1973
- Nepenthes rigidifolia Akhriadi, Hernawati & Tamin, 2004
- Nepenthes rowanae Bail., 1897
- Nepenthes sanguinea Lindl., 1849
- Nepenthes saranganiensis Sh.Kurata, 2003
- Nepenthes sharifah-hapsahii J.H.Adam & Hafiza, 2007
- Nepenthes sibuyanensis Nerz, 1998
- Nepenthes singalana Becc., 1886
- Nepenthes smilesii Hemsl., 1895
- Nepenthes spathulata Danser, 1935
- Nepenthes spectabilis Danser, 1928
- Nepenthes stenophylla Mast., 1890
- Nepenthes sumatrana (Miq.) Beck, 1895 (Bas.: Nepenthes boschiana var.sumatrana)
- Nepenthes talangensis Nerz & Wistuba, 1994
- Nepenthes tenax C.Clarke & R.Kruger, 2006
- Nepenthes tentaculata Hook.f., 1873
- Nepenthes tenuis Nerz & Wistuba, 1994
- Nepenthes thorelii Lecomte, 1909
- Nepenthes tobaica Danser, 1928
- Nepenthes tomoriana Danser, 1928
- Nepenthes treubiana Warb., 1851
- Nepenthes truncata Macfarl., 1911
- Nepenthes veitchii Hook.f., 1859
- Nepenthes ventricosa Blanco, 1837
- Nepenthes vieillardii Hook.f., 1873

- Nepenthes villosa Hook.f., 1852

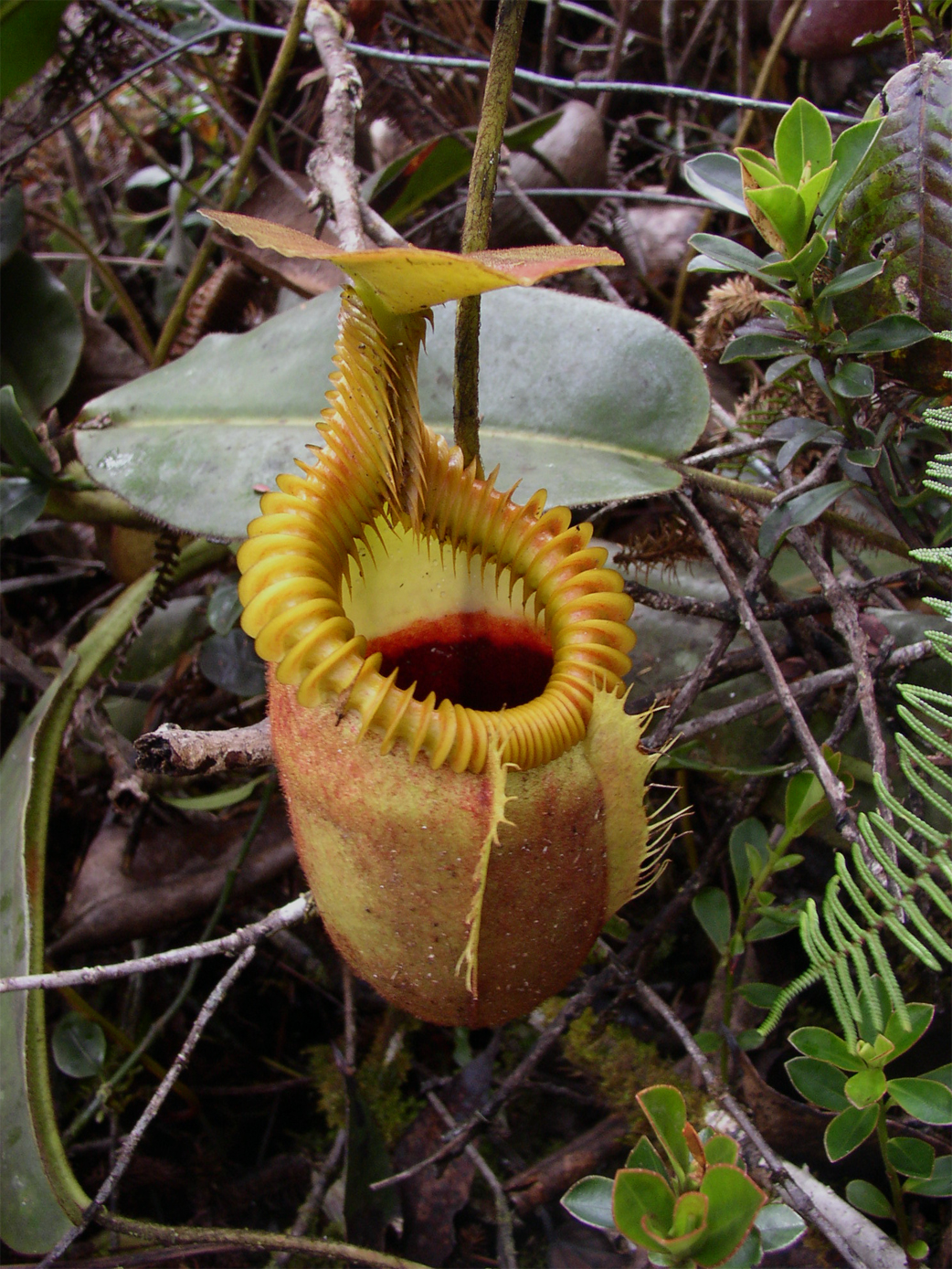
Nepenthes villosa

- Nepenthes vogelii Schuit. & de Vogel, 2002
- Nepenthes xiphioides B.R.Salmon & Maulder, 1995
- Nepenthes zakriana J.H.Adam & Hafiza, 2006 (Bas.: Nepenthes curtisii subsp. zakriana)

## Paepalanthus
- Paepalanthus bromelioides

## †Palaeoaldrovanda
- †Palaeoaldrovanda splendens Knobloch & Mai, 1984

## Pinguicula
- Pinguicula acuminata Benth., 1839
- Pinguicula agnata Casper, 1963
- Pinguicula albida Wright ex Griseb., 1866
- Pinguicula algida Malyschev, 1966
- Pinguicula alpina L., 1753
- Pinguicula antarctica Vahl, 1827
- Pinguicula balcanica Casper, 1962
- Pinguicula benedicta Barnhart, 1920
- Pinguicula bissei Casper, 2004
- Pinguicula caerulea Walt., 1788
- Pinguicula calderoniae Zamudio Ruiz, 2001
- Pinguicula calyptrata H.B.K., 1817
- Pinguicula caryophyllacea Casper, 2004
- Pinguicula casabitoana Jimenez, 1960
- Pinguicula chilensis Clos, 1849
- Pinguicula clivorum Standl. & Steyerm., 1944
- Pinguicula colimensis McVaugh & Mickel, 1963
- Pinguicula conzattii Zamudio Ruiz & van Marm, 2003
- Pinguicula corsica Bern. & Gren. ex Gren. & Godr, 1850
- Pinguicula crassifolia Zamudio Ruiz, 1988
- Pinguicula crenatiloba A.DC., 1844
- Pinguicula crystallina Sibth. ex Sibth. & Smith, 1806
- Pinguicula cubensis Urquiola & Casper, 2003
- Pinguicula cyclosecta Casper, 1963
- Pinguicula debbertiana Speta & Fuchs, 1992
- Pinguicula ehlersiae Speta & Fuchs, 1982
- Pinguicula elizabethiae Zamudio Ruiz, 1999
- Pinguicula elongata Benj., 1847
- Pinguicula emarginata Zamudio Ruiz & Rzedowski, 1986
- Pinguicula esseriana B.Kirchner, 1981
- Pinguicula filifolia Wright ex Griseb., 1866
- Pinguicula gigantea Luhrs, 1995
- Pinguicula gracilis Zamudio Ruiz, 1988

- Pinguicula grandiflora Lam., 1789

Pinguicula grandiflora

- Pinguicula greenwoodii Cheek, 1994
- Pinguicula gypsicola Brandeg., 1911
- Pinguicula hemiepiphytica Zamudio Ruiz & Rzedowski, 1991
- Pinguicula heterophylla Benth., 1839
- Pinguicula ibarrae Zamudio Ruiz, 2005
- Pinguicula imitatrix Casper, 1963
- Pinguicula immaculata Zamudio Ruiz & Lux, 1992
- Pinguicula infundibuliformis Casper, 2003
- Pinguicula involuta Ruiz & Pav., 1789
- Pinguicula ionantha Godfr., 1961
- Pinguicula jackii Barnhart, 1930
- Pinguicula jaumavensis Debbert, 1991
- Pinguicula kondoi Casper, 1974
- Pinguicula laueana Speta & Fuchs, 1989
- Pinguicula laxifolia Luhrs, 1995
- Pinguicula leptoceras Rchb., 1823
- Pinguicula lignicola Barnhart, 1920
- Pinguicula lilacina Schlecht. & Cham., 1830
- Pinguicula lippoldii Casper, 2007
- Pinguicula longifolia Ram. ex DC., 1805
- Pinguicula lusitanica L., 1753
- Pinguicula lutea Walt., 1788
- Pinguicula macroceras Link, 1820
- Pinguicula macrophylla H.B.K., 1817
- Pinguicula martinezii Zamudio Ruiz, 2005
- Pinguicula mesophytica Zamudio Ruiz, 1997
- Pinguicula mirandae Zamudio Ruiz & Salinas, 1996
- Pinguicula moctezumae Zamudio Ruiz & R.Z.Ortega, 1994

- Pinguicula moranensis H.B.K., 1817

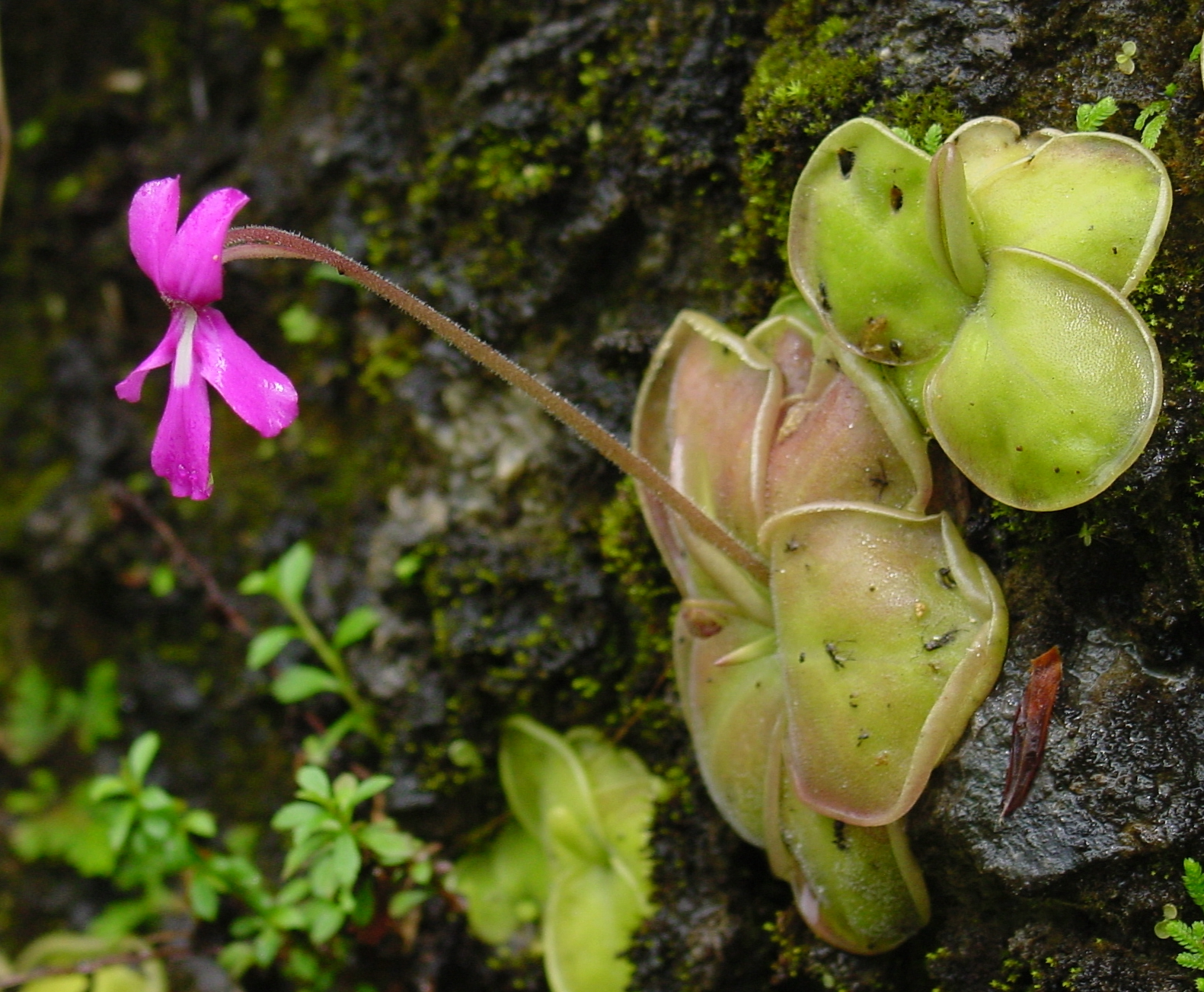
Pinguicula moranensis

- Pinguicula mundi Blanca, Jamilena, Ruiz-Rejon & Zamora, 1996
- Pinguicula nevadensis (Lindbg.) Casper, 1962 (Bas.: Pinguicula vulgaris subsp.nevadensis)
- Pinguicula oblongiloba A.DC., 1844
- Pinguicula orchidioides A.DC., 1844
- Pinguicula parvifolia Robinson, 1894
- Pinguicula pilosa Luhrs, Studnicka & Gluch, 2004
- Pinguicula planifolia Chapm., 1897
- Pinguicula poldinii Steiger & Casper, 2001
- Pinguicula potosiensis Speta & Fuchs, 1989
- Pinguicula primuliflora Wood & Godfr., 1957
- Pinguicula pumila Michx., 1803
- Pinguicula ramosa Miyoshi ex Yatabe, 1890
- Pinguicula rectifolia Speta & Fuchs, 1989
- Pinguicula reticulata Fuchs ex Schlauer, 1991
- Pinguicula rotundiflora Studnicka, 1985
- Pinguicula sharpii Casper & Kondo, 1997
- Pinguicula takakii Zamudio Ruiz & Rzedowski, 1986
- Pinguicula toldensis Casper, 2007
- Pinguicula utricularioides Zamudio Ruiz & Rzedowski, 1991
- Pinguicula vallisneriifolia Webb, 1853
- Pinguicula variegata Turcz., 1840
- Pinguicula villosa L., 1753
- Pinguicula vulgaris L., 1753
- Pinguicula zecheri Speta & Fuchs, 1982

## Roridula
- Roridula dentata L., 1764
- Roridula gorgonias Planch., 1848

## Sarracenia
- Sarracenia alata (A.Wood) A.Wood, 1863
- Sarracenia flava L., 1753
- Sarracenia leucophylla Raf., 1817
- Sarracenia minor Walt., 1788

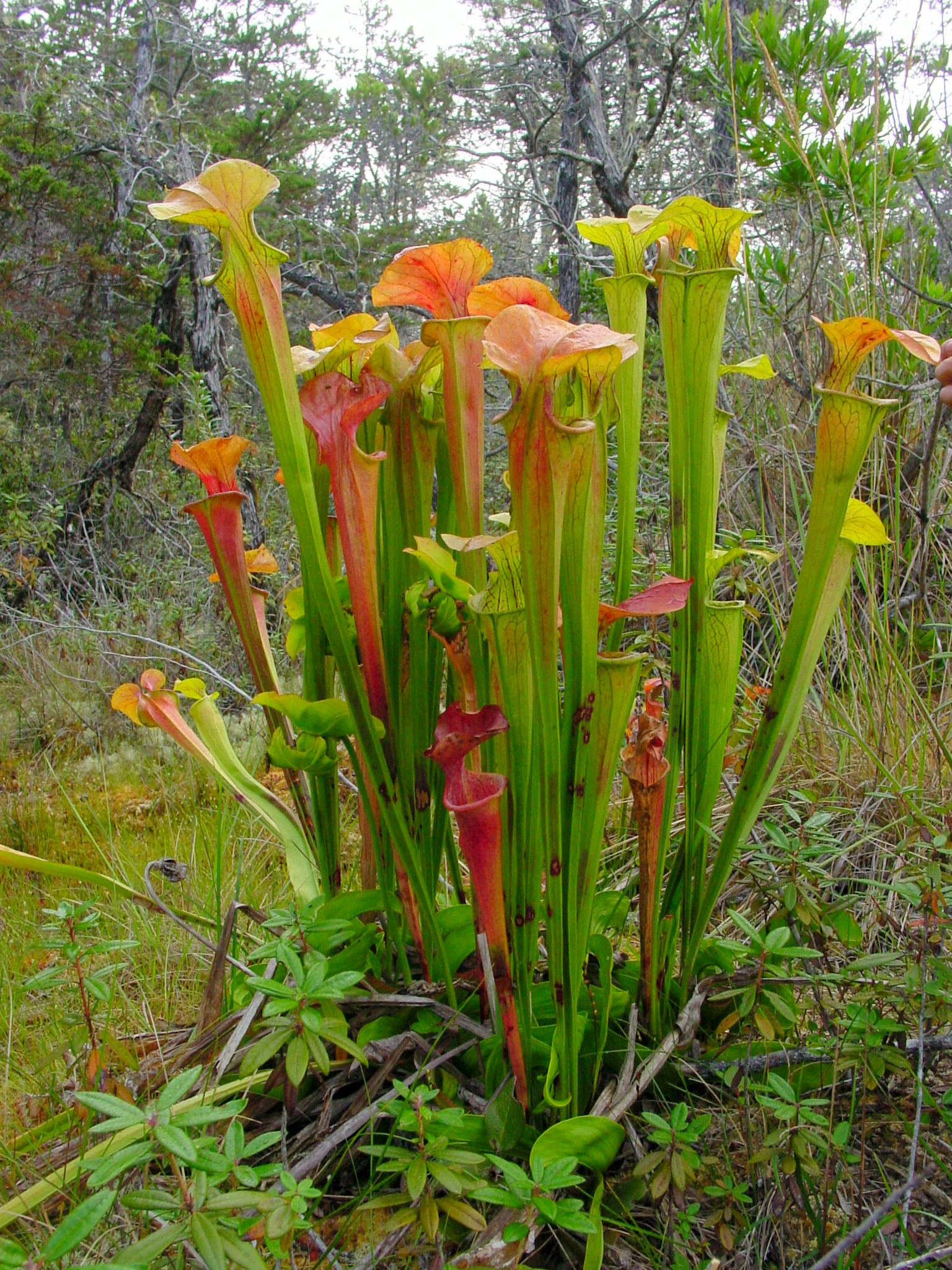
Sarracenia oreophila

- Sarracenia oreophila (Kearney) Wherry, 1933 (Bas.: Sarracenia flava var.oreophila)
- Sarracenia psittacina Michx., 1803
- Sarracenia purpurea L., 1753
- Sarracenia rosea Naczi, Case & R.B.Case, 1999
- Sarracenia rubra Walt., 1788

## †Saxonipollis
- †Saxonipollis saxonicus Krutzsch, 1970

## Stylidium

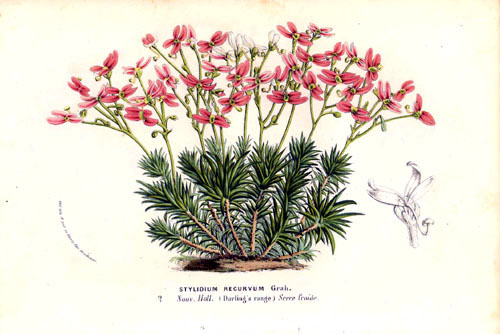
Stylidium bulbiferum

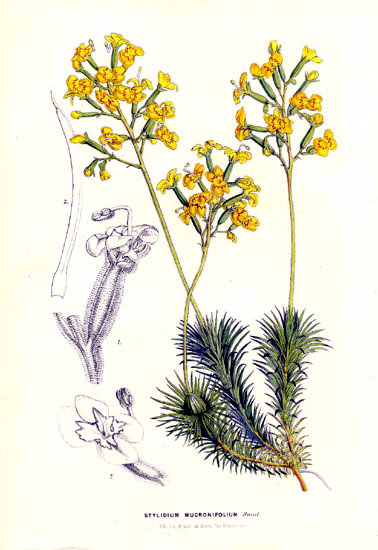
Stylidium dichotomum

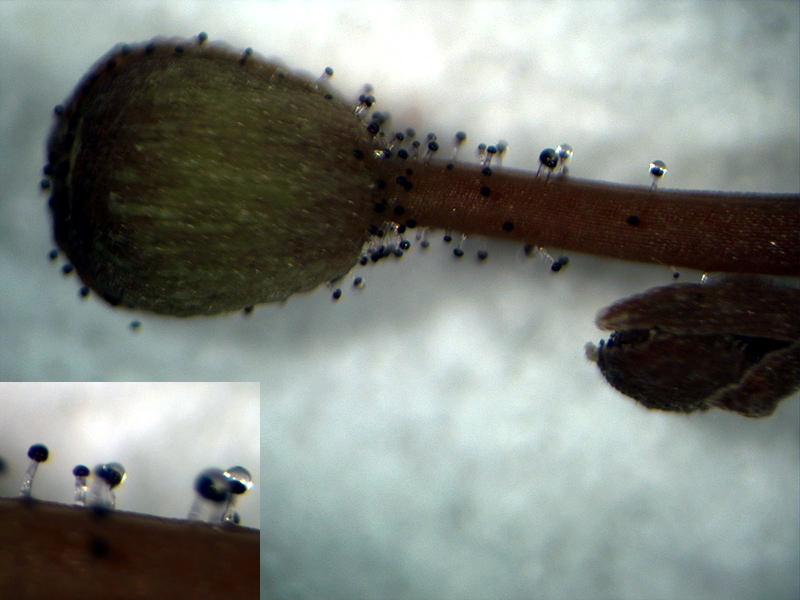
Botão e pecíolo de uma espécie de Stylidium, mostrando tricomas que podem capturar e matar insectos.

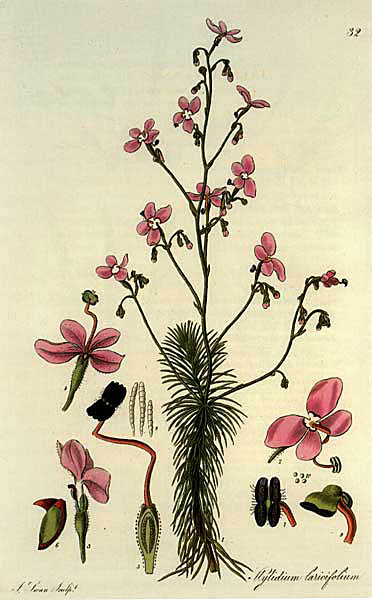
Ilustração de Stlydium laricifolium da Exotic Flora de 1823 de William Jackson Hooker.

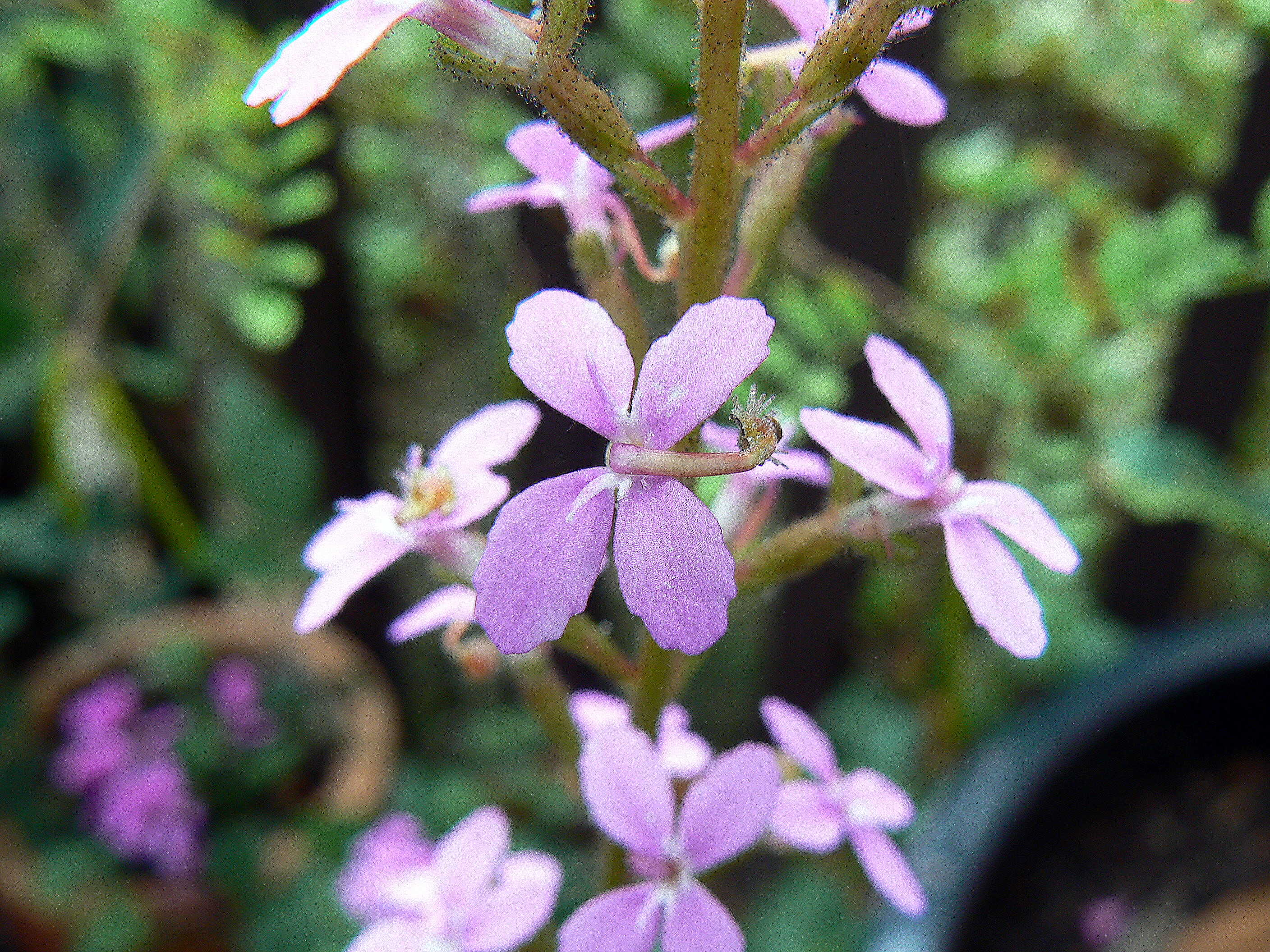
Stylidium productum

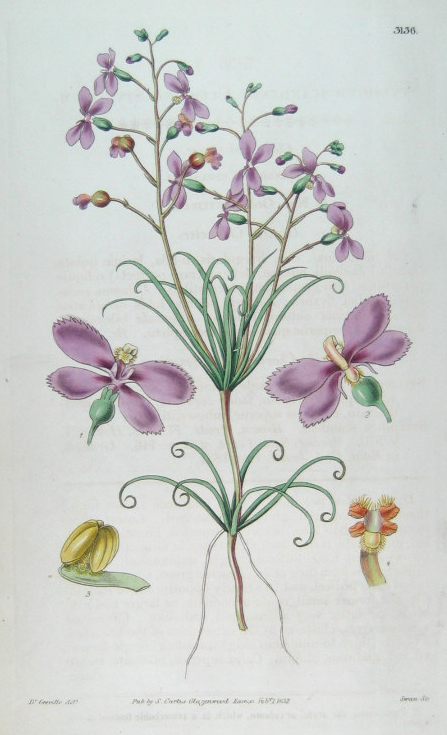
Ilustração de Stylidium scandens na Curtis's Botanical Magazine.

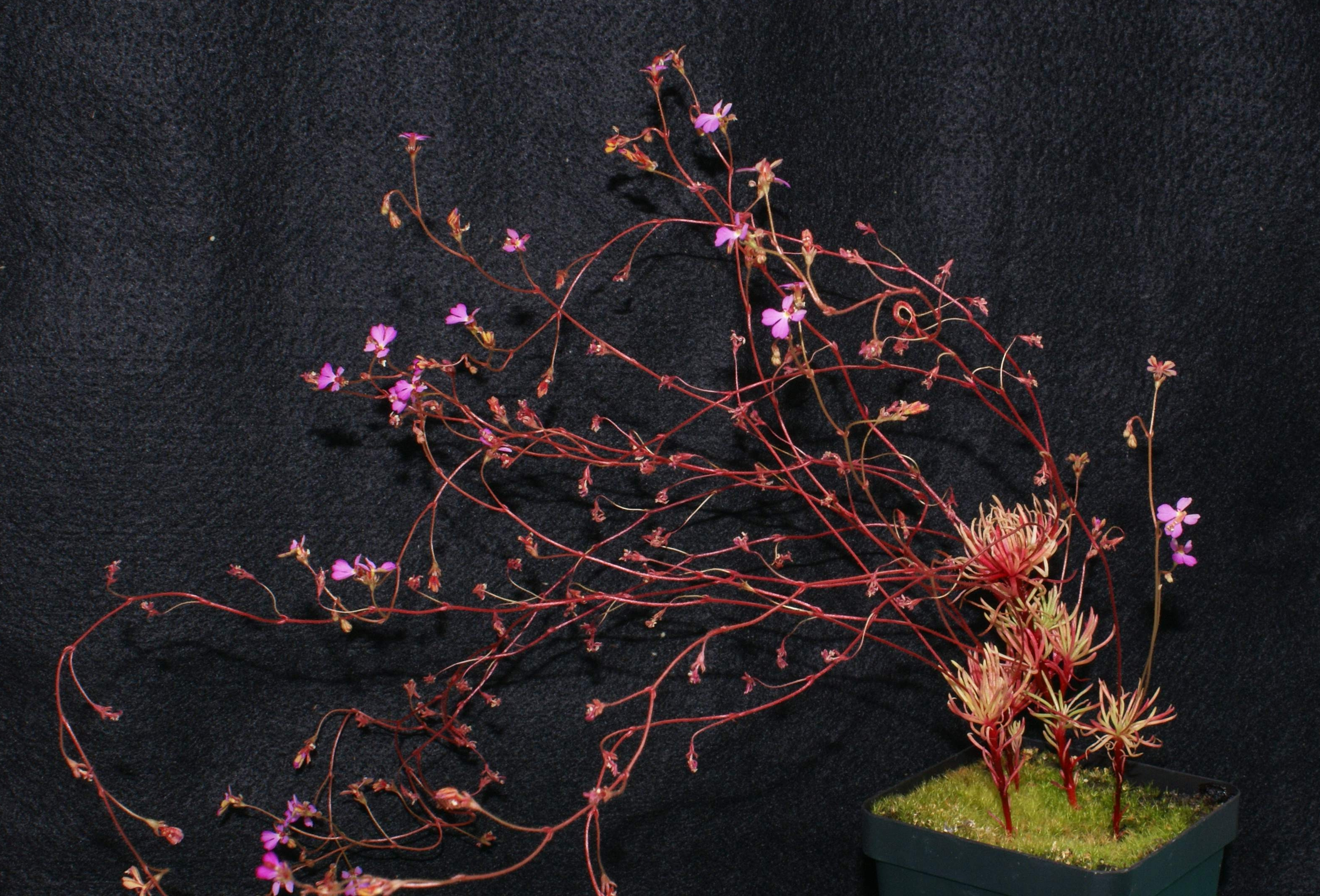
Stylidium turbinatum

- Stylidium accedens
- Stylidium aceratum
- Stylidium aciculare
- Stylidium acuminatum
- Stylidium adenophorum
- Stylidium adnatum
- Stylidium adpressum
- Stylidium aeonioides
- Stylidium affine
- Stylidium albolilacinum
- Stylidium albomontis
- Stylidium alsinoides
- Stylidium amoenum
- Stylidium androsaceum
- Stylidium aquaticum
- Stylidium arenicola
- Stylidium armerium
- Stylidium articulatum
- Stylidium assimile
- Stylidium austrocapense
- Stylidium barleei
- Stylidium bauthas
- Stylidium beaugleholei
- Stylidium begoniifolium
- Stylidium bellidifolium
- Stylidium bicolor
- Stylidium breviscapum
- Stylidium brunonianum
- Stylidium brunonis
- Stylidium bryoides

- Stylidium bulbiferum
- Stylidium burbidgeanum
- Stylidium buxifolium
- Stylidium caespitosum
- Stylidium calcaratum
- Stylidium candelabrum
- Stylidium capillare
- Stylidium caricifolium
- Stylidium carlquistii
- Stylidium carnosum
- Stylidium caulescens
- Stylidium ceratophorum
- Stylidium chiddarcoopingense
- Stylidium chinense
- Stylidium choreanthum
- Stylidium cicatricosum
- Stylidium ciliatum
- Stylidium cilium
- Stylidium clarksonii
- Stylidium clavatum
- Stylidium claytonioides
- Stylidium coatesianum
- Stylidium compressum
- Stylidium confertum
- Stylidium confluens
- Stylidium cordifolium
- Stylidium coroniforme
- Stylidium corymbosum
- Stylidium costulatum
- Stylidium crassifolium
- Stylidium crossocephalum
- Stylidium cuneiformis
- Stylidium curtum
- Stylidium cygnorum
- Stylidium cymiferum
- Stylidium daphne
- Stylidium debile
- Stylidium delicatum
- Stylidium desertorum
- Stylidium despectum
- Stylidium diceratum

- Stylidium dichotomum
- Stylidium dicksonii
- Stylidium dielsianum
- Stylidium diffusum
- Stylidium dilatatum
- Stylidium diplectroglossum
- Stylidium dispermum
- Stylidium diuroides
- Stylidium divaricatum
- Stylidium divergens
- Stylidium diversifolium
- Stylidium drummondianum
- Stylidium dunlopianum
- Stylidium ecorne
- Stylidium edentatum
- Stylidium eglandulosum
- Stylidium elegans
- Stylidium elongatum
- Stylidium emarginatum
- Stylidium ensatum
- Stylidium ericksonae
- Stylidium eripodum
- Stylidium eriorhizum
- Stylidium evolutum
- Stylidium expeditionis
- Stylidium falcatum

- Stylidium fimbriatum
- Stylidium fissilobum
- Stylidium flagellum
- Stylidium floodii
- Stylidium floribundum
- Stylidium flumense
- Stylidium fluminense
- Stylidium foveolatum
- Stylidium fruticosum
- Stylidium galioides
- Stylidium glabrifolium
- Stylidium glandulosum
- Stylidium glandulosissimum
- Stylidium glaucum
- Stylidium graminifolium
- Stylidium guttatum
- Stylidium gypsophiloides
- Stylidium hebegynum
- Stylidium hirsutum
- Stylidium hispidum
- Stylidium hortiorum
- Stylidium hugelii
- Stylidium humphreysii
- Stylidium imbricatum
- Stylidium inaequipetalum
- Stylidium inconspicuum
- Stylidium induratum
- Stylidium insensitivum
- Stylidium inundatum
- Stylidium inversiflorum
- Stylidium involucratum
- Stylidium ireneae
- Stylidium javanicum
- Stylidium junceum
- Stylidium kalbarriense
- Stylidium keigheryi
- Stylidium kunthii
- Stylidium lachnopodum
- Stylidium laciniatum

- Stylidium laricifolium
- Stylidium lateriticola
- Stylidium lehmannianum
- Stylidium leiophyllum
- Stylidium lepidum
- Stylidium leptobotrydium
- Stylidium leptobotrys
- Stylidium leptocalyx
- Stylidium leptophyllum
- Stylidium leptorrhizum
- Stylidium leptostachyum
- Stylidium lessonii
- Stylidium leeuwinense
- Stylidium limbatum
- Stylidium lindleyanum
- Stylidium lineare
- Stylidium lineatum
- Stylidium lobuliflorum
- Stylidium longibracteatum
- Stylidium longicornu
- Stylidium longifolium
- Stylidium longissimum
- Stylidium longitubum
- Stylidium lowrieanum
- Stylidium luteum
- Stylidium macranthum
- Stylidium maitlandianum
- Stylidium majus
- Stylidium marginatum
- Stylidium maritimum
- Stylidium marradongense
- Stylidium megacarpum
- Stylidium melastachys
- Stylidium merrallii
- Stylidium mimeticum
- Stylidium miniatum
- Stylidium minus
- Stylidium mitchellii
- Stylidium mitrasacmoides
- Stylidium montanum
- Stylidium mucronatum
- Stylidium multiscapum
- Stylidium muscicola
- Stylidium neglectum
- Stylidium nominatum
- Stylidium nonscandens
- Stylidium nudum
- Stylidium nunagarensis
- Stylidium obtusatum
- Stylidium ornatum
- Stylidium oviflorum
- Stylidium pachyrrhizum
- Stylidium paniculatum
- Stylidium paulineae
- Stylidium pedunculatum
- Stylidium pendulum
- Stylidium periscelianthum
- Stylidium perizostera
- Stylidium perminutum
- Stylidium perpusillum
- Stylidium petiolare
- Stylidium piliferum
- Stylidium pingrupense
- Stylidium planifolium
- Stylidium plantagineum
- Stylidium polystachium
- Stylidium preissii
- Stylidium pritzelianum

- Stylidium productum
- Stylidium proliferum
- Stylidium prophyllum
- Stylidium propinquum
- Stylidium pruinosum
- Stylidium pseudocaespitosum
- Stylidium pseudohirsutum
- Stylidium pseudosacculatum
- Stylidium pseudotenellum
- Stylidium pubigerum
- Stylidium pulchellum
- Stylidium pulviniforme
- Stylidium pycnostachyum
- Stylidium pygmaeum
- Stylidium quadrifurcatum
- Stylidium ramosissimum
- Stylidium ramosum
- Stylidium reductum
- Stylidium reduplicatum
- Stylidium repens
- Stylidium rhipidium
- Stylidium rhynchocarpum
- Stylidium ricae
- Stylidium rigidulum
- Stylidium rivulosum
- Stylidium robustum
- Stylidium roseo-alatum
- Stylidium roseonanum
- Stylidium roseum
- Stylidium rotundifolium
- Stylidium rubriscapum
- Stylidium rupestre
- Stylidium sacculatum
- Stylidium scabridum

- Stylidium scandens
- Stylidium scariosum
- Stylidium schizanthum
- Stylidium schoenoides
- Stylidium sejunctum
- Stylidium semaphorum
- Stylidium semipartitum
- Stylidium septentrionale
- Stylidium serrulatum
- Stylidium setaceum
- Stylidium setigerum
- Stylidium sidjamesii
- Stylidium simulans
- Stylidium sinicum
- Stylidium soboliferum
- Stylidium spathulatum
- Stylidium spinulosum
- Stylidium squamellosum
- Stylidium squamosotuberosum
- Stylidium stenophyllum
- Stylidium stenosepalum
- Stylidium stipitatum
- Stylidium stowardii
- Stylidium striatum
- Stylidium subulatum
- Stylidium suffruticosum
- Stylidium sulcatum
- Stylidium symonii
- Stylidium tenellum
- Stylidium tenerrimum
- Stylidium tenerum
- Stylidium tenue
- Stylidium tenuicarpum
- Stylidium tenuifolium
- Stylidium tepperianum
- Stylidium tetrandra
- Stylidium thesioides
- Stylidium thyrsiforme
- Stylidium tinkeri
- Stylidium torticarpum
- Stylidium trichopodum

- Stylidium turbinatum
- Stylidium tylosum
- Stylidium udusicola
- Stylidium uliginosum
- Stylidium umbellatum
- Stylidium uniflorum
- Stylidium utriculariodes
- Stylidium validum
- Stylidium velleioides
- Stylidium verticillatum
- Stylidium violaceum
- Stylidium vitiense
- Stylidium warriedarense
- Stylidium weeliwolli
- Stylidium wightianum
- Stylidium wilroyense
- Stylidium xanthopis
- Stylidium yilgarnense
- Stylidium zeicolor

## Triphyophyllum

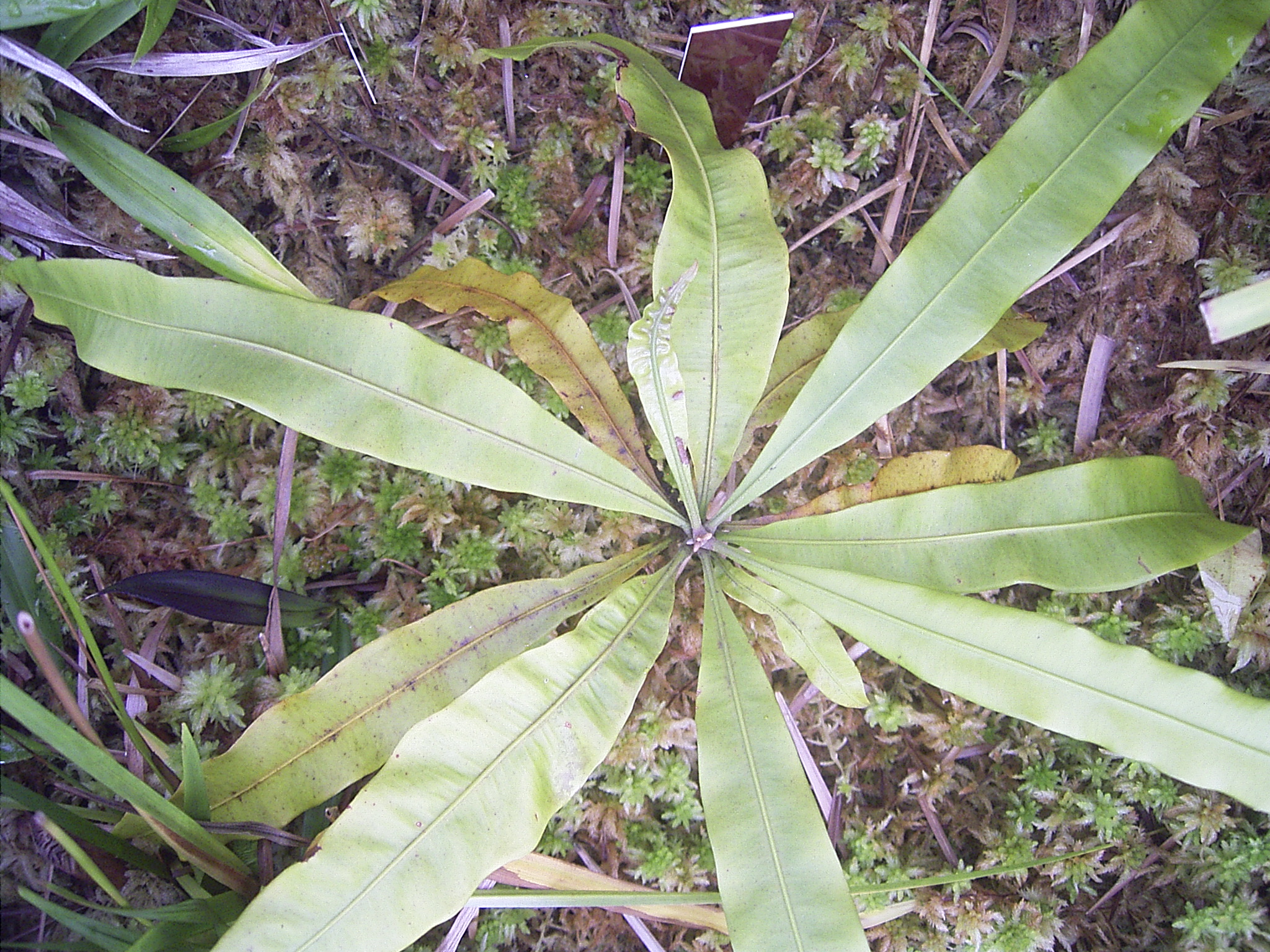
Triphyophyllum peltatum

- Triphyophyllum peltatum (Hutch. & Dalz.) Airy Shaw, 1952 (Bas.: Dioncophyllum peltatum)

## Utricularia
- Utricularia adpressa Salzm. ex St.Hil. & Gir., 1838
- Utricularia albiflora R.Br., 1810
- Utricularia albocaerulea Dalz., 1851
- Utricularia alpina Jacq., 1760
- Utricularia amethystina Salzm. ex St.Hil. & Gir., 1838
- Utricularia andongensis Welw. ex Hiern., 1900
- Utricularia antennifera P.Taylor, 1986
- Utricularia appendiculata E.A.Bruce, 1934
- Utricularia arcuata R.Wight, 1849
- Utricularia arenaria A.DC., 1844
- Utricularia arnhemica P.Taylor, 1986
- Utricularia asplundii P.Taylor, 1975
- Utricularia aurea Lour., 1790
- Utricularia aureomaculata Steyerm., 1953
- Utricularia australis R.Br., 1810
- Utricularia babui Yadav, Sardesai & Gaikwad, 2005
- Utricularia beaugleholei Gassin, 1993
- Utricularia benjaminiana Oliv., 1860
- Utricularia benthamii P.Taylor, 1986
- Utricularia bifida L., 1753
- Utricularia biloba R.Br., 1810
- Utricularia biovularioides (Kuhlm.) P.Taylor, 1986 (Bas.: Saccolaria biovularioides)

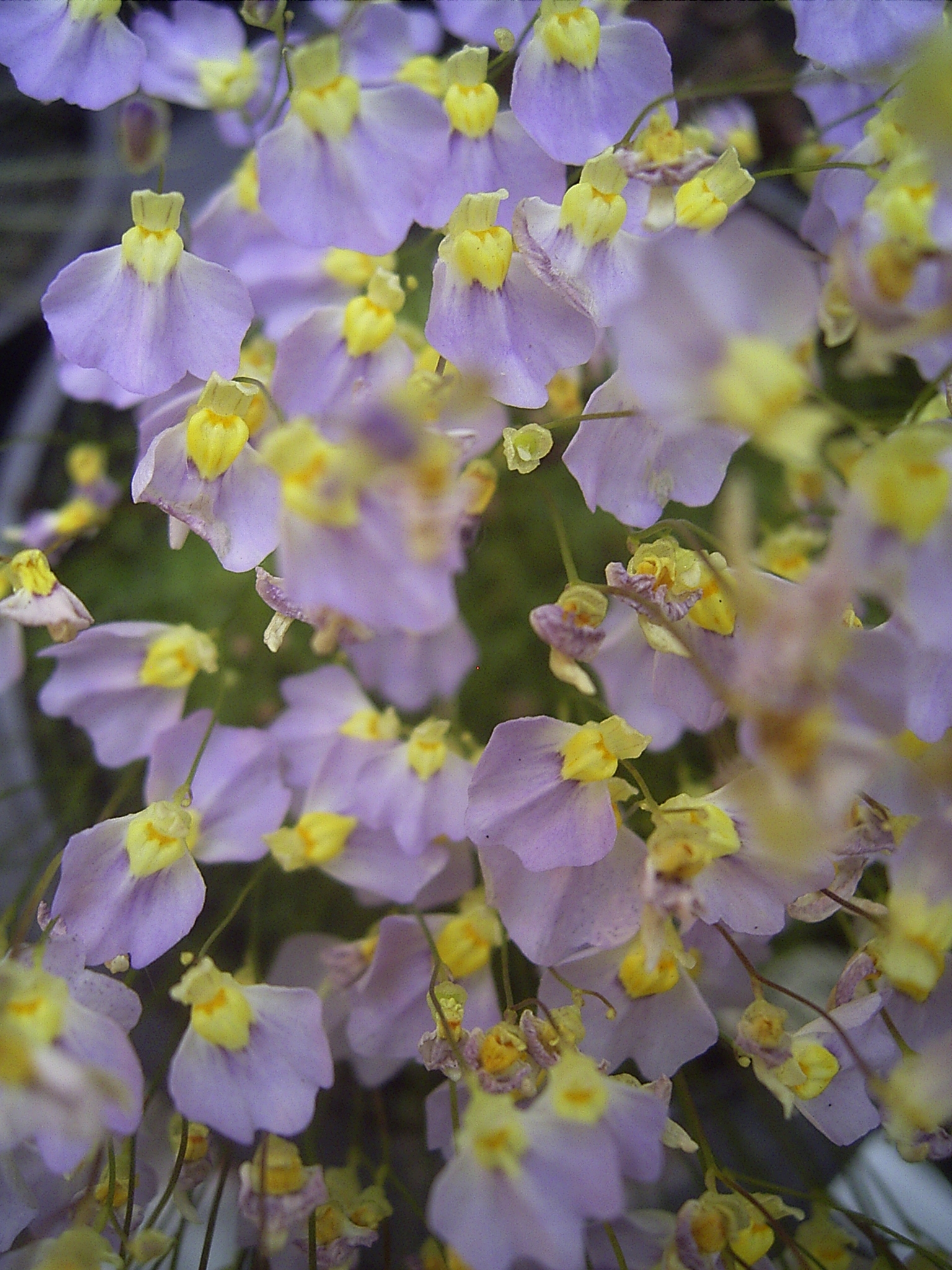
Utricularia bisquamata

- Utricularia bisquamata Schrank, 1824
- Utricularia blanchetii A.DC., 1844
- Utricularia bosminifera Ostenf., 1906
- Utricularia brachiata (R.Wight) Oliv., 1859
- Utricularia bracteata Good, 1924
- Utricularia bremii Heer, 1830
- Utricularia breviscapa Wright ex Griseb., 1866
- Utricularia buntingiana P.Taylor, 1975
- Utricularia caerulea L., 1753
- Utricularia calycifida Benj., 1847
- Utricularia campbelliana Oliv., 1887
- Utricularia capilliflora F.Muell., 1890
- Utricularia cecilii P.Taylor, 1984
- Utricularia cheiranthos P.Taylor, 1986
- Utricularia chiakiana Komiya & Shibata, 1997
- Utricularia chiribiquetensis Fernandez-Perez, 1964
- Utricularia choristotheca P.Taylor, 1986
- Utricularia christopheri P.Taylor, 1986
- Utricularia chrysantha R.Br., 1810
- Utricularia circumvoluta P.Taylor, 1986
- Utricularia cornuta Michx., 1803
- Utricularia corynephora P.Taylor, 1986
- Utricularia costata P.Taylor, 1986
- Utricularia cucullata St.Hil. & Gir., 1838
- Utricularia cymbantha Welw. ex Oliv., 1865
- Utricularia delicatula Cheesem., 1906
- Utricularia delphinioides Thorel ex Pellegr., 1920
- Utricularia determannii P.Taylor, 1986

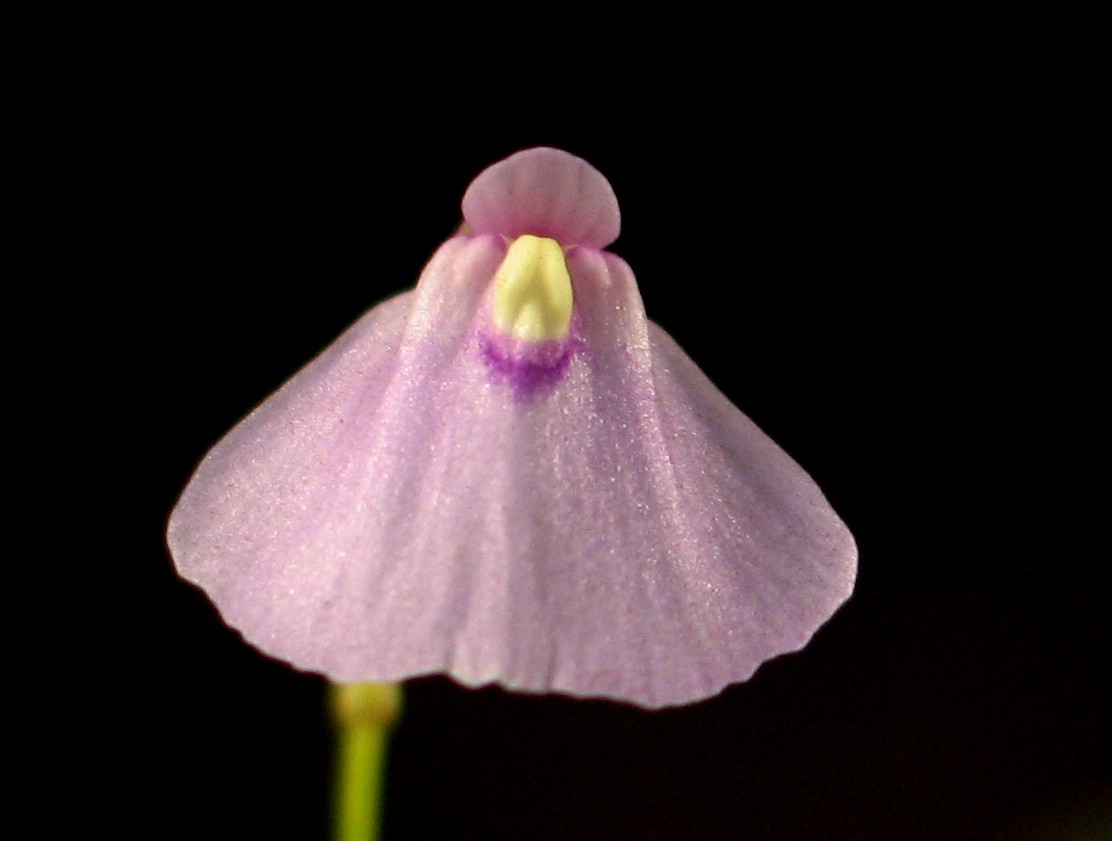
Utricularia dichotoma

- Utricularia dichotoma Labill., 1804
- Utricularia dimorphantha Makino, 1906
- Utricularia dunlopii P.Taylor, 1986
- Utricularia dunstaniae F.E.Lloyd, 1936
- Utricularia endresii Rchb.f., 1874
- Utricularia erectiflora St.Hil. & Gir., 1838
- Utricularia fimbriata H.B.K., 1818
- Utricularia firmula Welw. ex Oliv., 1865
- Utricularia fistulosa P.Taylor, 1986
- Utricularia flaccida A.DC., 1844
- Utricularia floridana Nash, 1896
- Utricularia foliosa L., 1753
- Utricularia forrestii P.Taylor, 1986
- Utricularia foveolata Edgew., 1847
- Utricularia fulva F.Muell., 1858
- Utricularia furcellata Oliv., 1859
- Utricularia garrettii P.Taylor, 1986
- Utricularia geminiloba Benj., 1847
- Utricularia geminiscapa Benj., 1847
- Utricularia geoffrayi Pellegr., 1920
- Utricularia georgei P.Taylor, 1986
- Utricularia gibba L., 1753
- Utricularia graminifolia Vahl, 1804
- Utricularia guyanensis A.DC., 1844
- Utricularia hamiltonii F.E.Lloyd, 1936
- Utricularia helix P.Taylor, 1986
- Utricularia heterochroma Steyerm., 1953
- Utricularia heterosepala Benj., 1847
- Utricularia hintonii P.Taylor, 1986
- Utricularia hirta Klein ex Link, 1820
- Utricularia hispida Lam., 1791
- Utricularia holtzei F.Muell., 1893
- Utricularia humboldtii Schomb., 1841
- Utricularia huntii P.Taylor, 1986
- Utricularia hydrocarpa Vahl, 1804
- Utricularia inaequalis A.DC., 1844
- Utricularia incisa (A.Rich.) Alain, 1956 (Bas.:Drosera incisa)

- Utricularia inflata Walt., 1788
- Utricularia inflexa Forsk., 1775
- Utricularia intermedia Hayne, 1800
- Utricularia involvens Ridl., 1895
- Utricularia jackii J. Parn., 2005

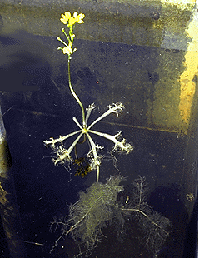
Utricularia inflata

- Utricularia jamesoniana Oliv., 1860
- Utricularia juncea Vahl, 1804
- Utricularia kamienskii F.Muell., 1893
- Utricularia kenneallyi P.Taylor, 1986
- Utricularia kimberleyensis C.A.Gardn., 1930
- Utricularia kumaonensis Oliv., 1859
- Utricularia laciniata St.Hil. & Gir., 1838
- Utricularia lasiocaulis F.Muell., 1885
- Utricularia lateriflora R.Br., 1810
- Utricularia laxa St.Hil. & Gir., 1838
- Utricularia lazulina P.Taylor, 1984
- Utricularia leptoplectra F.Muell., 1885
- Utricularia leptorhyncha Schwarz, 1927
- Utricularia letestui P.Taylor, 1989
- Utricularia limosa R.Br., 1810
- Utricularia livida E.Mey., 1837
- Utricularia lloydii Merl ex F.E.Lloyd, 1932
- Utricularia longeciliata A.DC., 1844
- Utricularia longifolia Gardn., 1842
- Utricularia macrocheilos (P.Taylor) P.Taylor, 1986 (Bas.: Utricularia micropetala var.macrocheilos)
- Utricularia macrorhiza Le Conte, 1824
- Utricularia malabarica Janarthanam & Henry, 1989
- Utricularia mangshanensis G.W.Hu, 2007
- Utricularia mannii Oliv., 1865
- Utricularia menziesii R.Br., 1810
- Utricularia meyeri Pilger, 1901
- Utricularia microcalyx (P.Taylor) P.Taylor, 1971 (Bas.: Utricularia welwitschii var.microcalyx)
- Utricularia micropetala Sm., 1819

- Utricularia minor L., 1753
- Utricularia minutissima Vahl, 1804

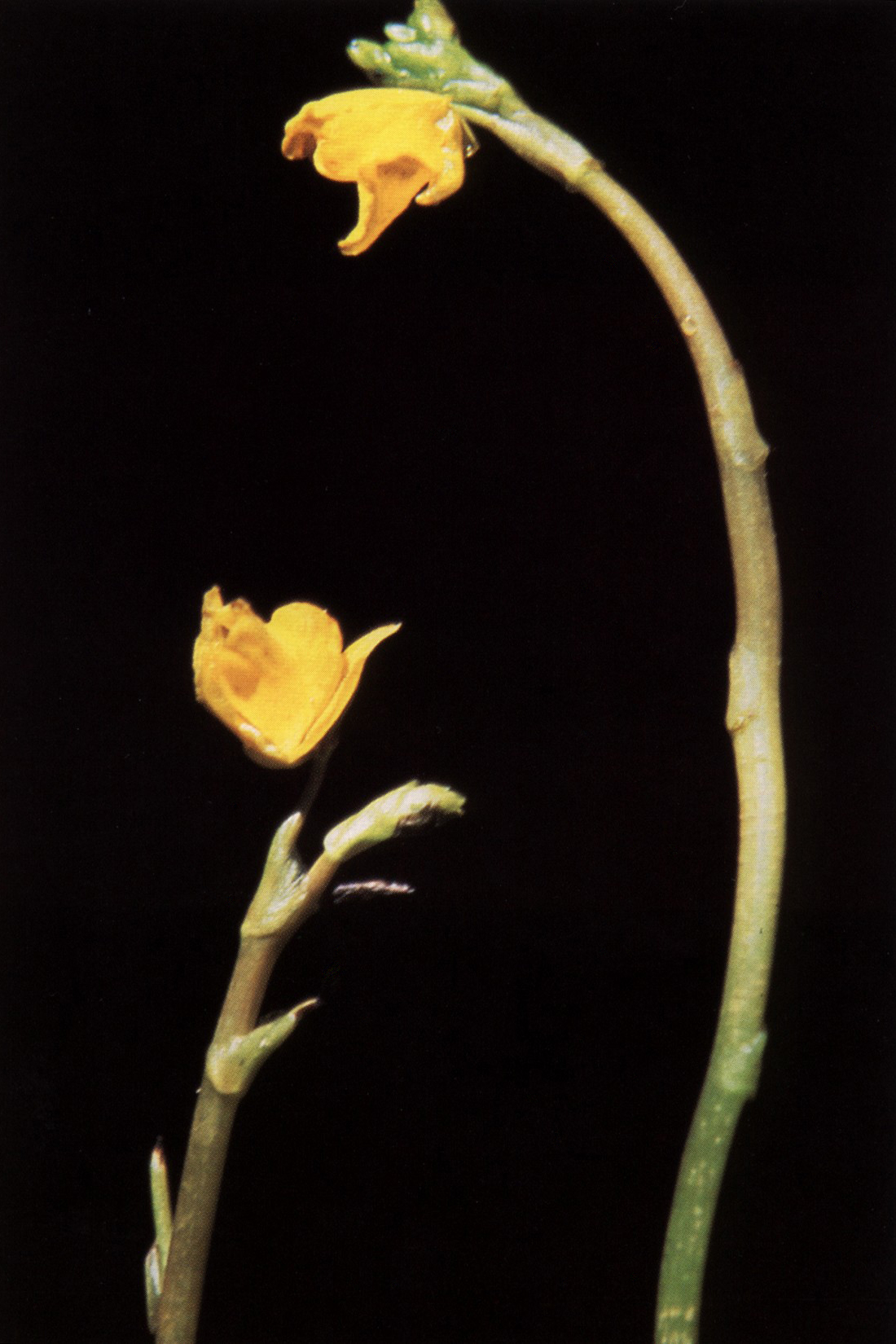
Utricularia minor

- Utricularia mirabilis P.Taylor, 1986
- Utricularia moniliformis P.Taylor, 1986
- Utricularia muelleri Kam., 1894
- Utricularia multicaulis Oliv., 1859
- Utricularia multifida R.Br., 1810
- Utricularia myriocista St.Hil. & Gir., 1838
- Utricularia nana St.Hil. & Gir., 1838
- Utricularia naviculata P.Taylor, 1967
- Utricularia nelumbifolia Gardn., 1852
- Utricularia neottioides St.Hil. & Gir., 1838
- Utricularia nephrophylla Benj., 1847
- Utricularia nervosa G.Weber ex Benj., 1847
- Utricularia nigrescens Sylven, 1909
- Utricularia ochroleuca Hartm., 1857
- Utricularia odontosepala Stapf, 1912
- Utricularia odorata Pellegr., 1920
- Utricularia olivacea Wright ex Griseb., 1866
- Utricularia oliveriana Steyerm., 1953
- Utricularia panamensis Steyerm. ex P.Taylor, 1986
- Utricularia parthenopipes P.Taylor, 1986
- Utricularia paulinae Lowrie, 1998
- Utricularia pentadactyla P.Taylor, 1954
- Utricularia peranomala P.Taylor, 1986
- Utricularia perversa P.Taylor, 1986
- Utricularia petersoniae P.Taylor, 1986
- Utricularia petertaylorii A.Lowrie, 2002
- Utricularia physoceras P.Taylor, 1986
- Utricularia pierrei Pellegr., 1920
- Utricularia platensis Speg., 1899
- Utricularia pobeguinii Pellegr., 1914
- Utricularia poconensis Fromm-Trinta, 1985
- Utricularia podadena P.Taylor, 1964
- Utricularia polygaloides Edgew., 1847
- Utricularia praelonga St.Hil. & Gir., 1838
- Utricularia praeterita P.Taylor, 1983
- Utricularia praetermissa P.Taylor, 1976
- Utricularia prehensilis E.Mey., 1837
- Utricularia pubescens Sm., 1819
- Utricularia pulchra P.Taylor, 1977
- Utricularia punctata Wall. ex A.DC., 1844
- Utricularia purpurea Wlat., 1788
- Utricularia purpureocaerulea St.Hil. & Gir., 1838
- Utricularia pusilla Vahl, 1804
- Utricularia quelchii N.E.Br., 1901
- Utricularia quinquedentata F.Muell. ex P.Taylor, 1986
- Utricularia radiata Small, 1903
- Utricularia raynalii P.Taylor, 1986
- Utricularia recta P.Taylor, 1986
- Utricularia reflexa Oliv., 1865
- Utricularia reniformis St.Hil., 1830
- Utricularia resupinata Greene, 1840
- Utricularia reticulata Sm., 1805
- Utricularia rhododactylos P.Taylor, 1986
- Utricularia rigida Benj., 1847
- Utricularia salwinensis Hand.-Mazz., 1936

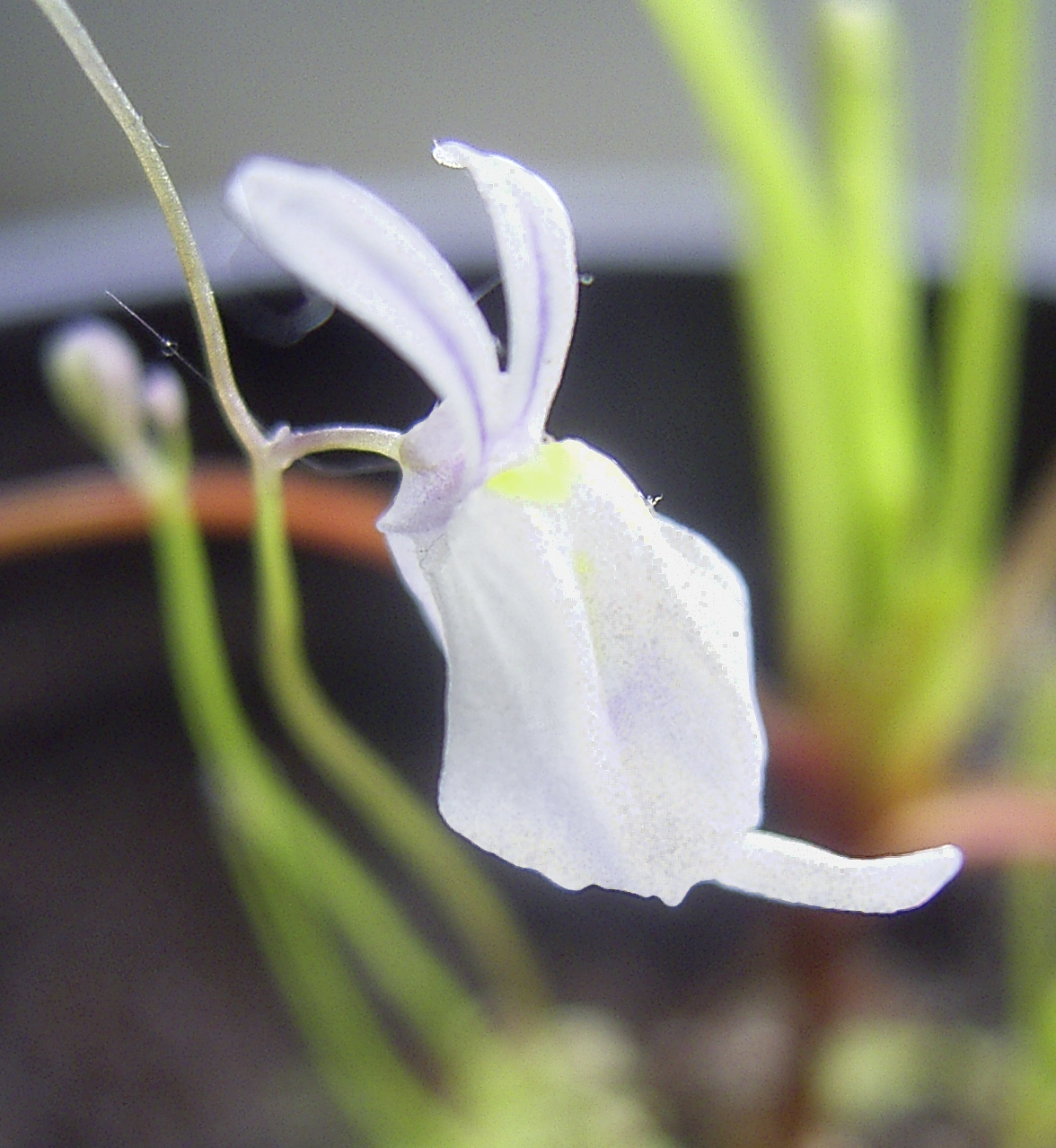
Utricularia sandersonii

- Utricularia sandersonii Oliv., 1865
- Utricularia sandwithii P.Taylor, 1967
- Utricularia scandens Benj., 1847
- Utricularia schultesii Fernandez-Perez, 1964
- Utricularia simmonsii Lowrie, Cowie & Conran, 2008
- Utricularia simplex R.Br., 1810
- Utricularia simulans Pilger, 1914
- Utricularia singeriana F.Muell., 1891
- Utricularia smithiana R.Wight, 1849
- Utricularia spiralis Sm., 1819
- Utricularia spruceana Benth. ex Oliv., 1860
- Utricularia stanfieldii P.Taylor, 1963
- Utricularia steenisii P.Taylor, 1986
- Utricularia stellaris L.f., 1781
- Utricularia steyermarkii P.Taylor, 1967
- Utricularia striata Le Conte ex Torr., 1819
- Utricularia striatula Sm., 1819
- Utricularia stygia Thor, 1988
- Utricularia subramanyamii Janarthanam & Henry, 1989
- Utricularia subulata L., 1753

- Utricularia tenella R.Br., 1810
- Utricularia tenuissima Tutin, 1934

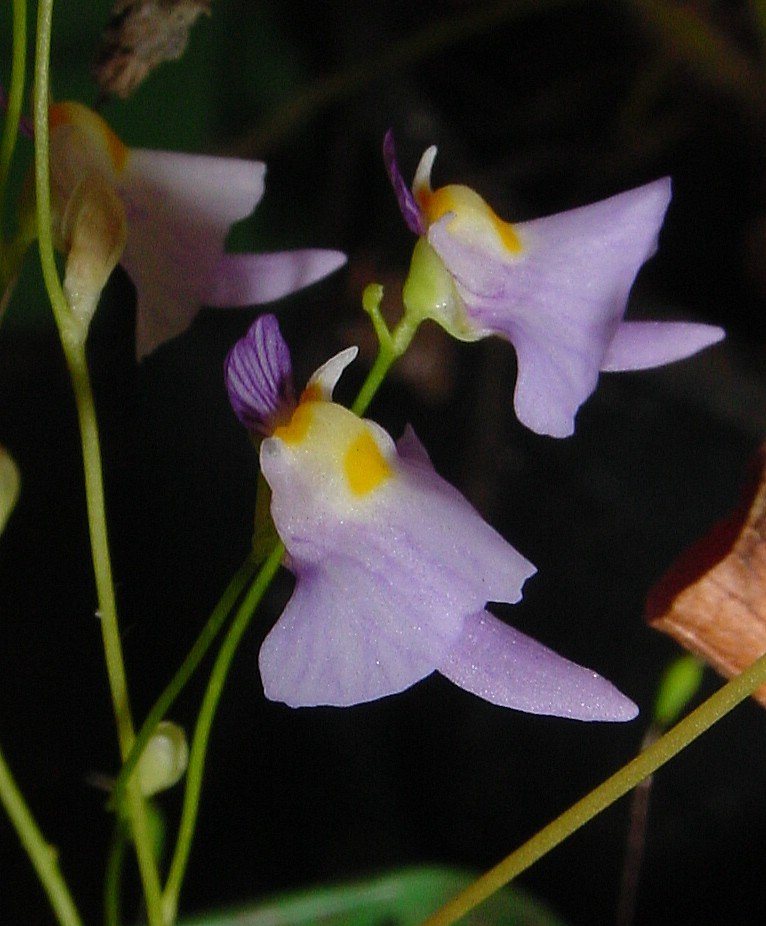
Utricularia warburgii

- Utricularia terrae-reginae P.Taylor, 1986
- Utricularia tetraloba P.Taylor, 1963
- Utricularia tortilis Welw. ex Oliv., 1865
- Utricularia trichophylla Spruce ex Oliv., 1860
- Utricularia tricolor St.Hil., 1833
- Utricularia tridactyla P.Taylor, 1986
- Utricularia tridentata Sylven, 1909
- Utricularia triflora P.Taylor, 1986
- Utricularia triloba Benj., 1847
- Utricularia troupinii P.Taylor, 1971
- Utricularia tubulata F.Muell., 1875
- Utricularia uliginosa Vahl, 1804
- Utricularia uniflora R.Br., 1810
- Utricularia unifolia Ruiz & Pav., 1797
- Utricularia violacea R.Br., 1810
- Utricularia viscosa Spruce ex Oliv., 1860
- Utricularia vitellina Ridl., 1923
- Utricularia volubilis R.Br., 1810
- Utricularia vulgaris L., 1753
- Utricularia warburgii Goebel, 1891
- Utricularia warmingii Kam., 1894
- Utricularia welwitschii Oliv., 1865
- Utricularia westonii P.Taylor, 1986
- Utricularia wightiana P.Taylor, 1986